# Lionel Messi

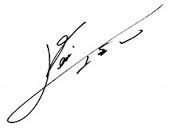
Autógrafo

Lionel Andrés Messi Cuccittini (Rosário, 24 de junho de 1987) é um futebolista argentino que atua como atacante. Atualmente joga pelo Inter Miami. Como capitão da Seleção Argentina, venceu a Copa do Mundo do Catar de 2022. Messi detém o recorde de oito premiações da Bola de Ouro pela France Football, oito títulos de melhor jogador do mundo pela FIFA, dois Prêmios Laureus de melhor esportista, seis Chuteiras de Ouro da Europa e, com 46 títulos coletivos conquistados, é o jogador com mais títulos oficiais na história do futebol.
Frequentemente considerado o melhor jogador do mundo e na opinião da grande maioria dos especialistas do esporte, sua qualidade técnica, jogadas, velocidade, habilidade na perna esquerda, trabalho de equipe e extraordinária vocação para o gol, tornam Messi um dos melhores futebolistas de todos os tempos, com alguns ainda o colocando como o melhor jogador de sempre. Passou quase toda a sua carreira profissional no Barcelona, onde se tornou o maior artilheiro por um único clube, com 672 gols oficiais, e o maior vencedor de títulos, somando 35 conquistas. Entre esses títulos, destacam-se dez La Ligas (Campeonato Espanhol), quatro Ligas dos Campeões da UEFA e sete Copas do Rei. Também teve passagens por outros clubes como o Paris Saint-Germain, onde conquistou títulos importantes, como a Ligue 1, e pelo Inter Miami, onde ajudou na conquista dos primeiros títulos e contribuiu para o crescimento da liga dos Estados Unidos.
Pela Seleção Argentina, Messi é o maior goleador de todos os tempos. Seu estilo de jogo e seus dribles com o pé esquerdo geram comparações com seu compatriota Diego Maradona, que descreveu Lionel Messi como seu sucessor. Foi medalhista de ouro nos Jogos Olímpicos de Verão de 2008 em Pequim. Após ser nomeado capitão da seleção em junho de 2010, conduziu a Argentina a três finais consecutivas: a Copa do Mundo FIFA de 2014 e as Copas América de 2015 e 2016. Após se frustrar na final da Copa América de 2016, chegou a anunciar sua aposentadoria internacional, mas reverteu sua decisão. Conquistou seu primeiro título com a seleção principal ao vencer a Copa América de 2021, sendo eleito melhor jogador e artilheiro. Em 2022, conquistou seu maior título da carreira, o da Copa do Mundo, recebendo também o prêmio de melhor jogador, marcando 7 gols e dando 3 assistências. Em 2024, sagrou-se bicampeão da Copa América e integrou a seleção do torneio.
Messi estava entre as 100 pessoas mais influentes do mundo pela Time em 2011, 2012 e 2023, não apenas pelo seu talento em campo, mas também pelo impacto que causou fora dele. Por meio da Leo Messi Foundation, que apoia projetos voltados à saúde e à educação infantil, e de seu trabalho como Embaixador da Boa Vontade da UNICEF, tem contribuído significativamente para melhorar a vida de pessoas em situação de vulnerabilidade social. Em sua vida pessoal, o camisa dez argentino está em um relacionamento com Antonela Roccuzzo, com quem se casou em 30 de junho de 2017, e juntos têm três filhos: Thiago, Mateo e Ciro. Mantendo uma vida discreta, Messi sempre coloca sua família como prioridade.

## Infância e juventude
Nascido e criado em Rosário, na Argentina, filho de Jorge Messi e Celia Cuccittini, Messi demonstrava grande apego à bola desde criança, a ponto de negar-se a ir às compras com a família quando não lhe deixavam levar alguma bola. Daria seus primeiros passos nas categorias menores do Abanderado Grandoli, um pequeno clube onde os outros membros da família já haviam jogado – o endereço era a quinze quadras da casa dos Messi. Entrou para a equipe após ser chamado pelo velho treinador para completar o time para uma partida. Tinha apenas quatro anos.
Posteriormente, seu pai, Jorge, seria seu treinador na categoria baby do Grandoli. Lionel conseguia se sobressair com garotos de até sete anos. No entanto, o garoto não duraria muito tempo na equipe: os pais o tiraram do clube após não lhes deixarem acompanhar um jogo do filho por falta de dinheiro para pagar os ingressos. Quando completou sete anos, ingressou então nas divisões menores do clube do coração, o Newell's Old Boys. Ainda assim, não se contentava em jogar na Lepra, jogando regularmente futebol na rua da casa ao lado dos irmãos mais velhos Matías e Rodrigo Messi e dos primos maternos Emanuel e Maxi Biancucchi Lionel àquela altura conseguia jogar contra adversários de dezoito anos.
Porém, com onze anos detectou-se um problema hormonal que retardava o desenvolvimento ósseo de Messi e, consequentemente, seu crescimento. Por um ano e meio, o tratamento de 900 dólares mensais, que consistia em injeções alternadas em cada perna toda noite, foi custeado pela fundação onde seu pai trabalhava, até que a fonte secou. Como o Newell's não quis custear a continuação do tratamento, o pai ofereceu o filho ao River Plate. O interesse do clube da capital fez com que o Newell's voltasse atrás, mas de forma insuficiente, oferecendo duzentos pesos ao mês.
O pai, então, resolveu apostar a sorte no exterior, também para poupar a família dos efeitos da crise econômica que ocorria na Argentina. Uma prima da mãe de Jorge Messi vivia em Lérida, na Catalunha, e acolheu os Messi. Lionel passou a ser observado por um olheiro do Barcelona,que o recomendou para testes no clube. Com treze anos e 1,40 de altura, conseguiu se sair bem contra garotos dois anos mais velhos. Recebeu o apoio de Josep María Minguella, o mesmo homem que trouxera Diego Maradona ao Barça, mas o presidente Joan Gaspart e o diretor desportivo Carles Rexach hesitavam em adquirir o jovem, uma vez que teria de custear as despesas não só do tratamento, mas também da mudança familiar.
O Barcelona só se convenceu após Rexach observar Messi, que estava no Infantil B, jogar pelo Infantil A contra uma equipe de jogadores bem mais velhos. Além de pagar pelo tratamento e pela mudança da família de Messi, o Barcelona também contrataria Jorge para ser informante.
| “ | Eu o contratei em 30 segundos! Ele me chamou muita atenção. Em meus 40 anos de futebol, jamais havia visto coisa semelhante. De cinco situações de gol, converteu quatro. E tem uma habilidade excepcional. Me lembrou o melhor Maradona. Seu primeiro contrato eu assinei, simbolicamente, em um guardanapo. Queria contratá-lo o quanto antes. Não podia deixá-lo escapar. | ” |

Ainda assim, o começo foi difícil. Um tratamento mais intensivo (e caro) precisou ser feito. O Newell's negou-se a enviar a documentação necessária para o Barcelona, precisando-se de intervenção da FIFA em favor da permanência do garoto de 14 anos no clube catalão, uma vez que um jovem de sua idade necessitava estar ao lado do pai, oficialmente informante do Barcelona. Com a família radicada na Espanha, cresceu 30 centímetros em trinta meses.
No novo país, seria "rebatizado" de Leonel Messi, daí surgindo o apelido Leo. Na temporada juvenil de 2002–03, marcou 37 vezes em 30 partidas e passou a ser conhecido pelos jogadores da equipe principal, criando boa relação com os brasileiros Fábio Rochemback, Thiago Motta e, principalmente, Ronaldinho, que lhe apresentaria como "seu irmão mais novo", e com seus compatriotas Juan Román Riquelme e Javier Saviola. Ainda sem ter estreado entre os profissionais, já era disputado pelas seleções juniores de Argentina e Espanha.Arsène Wenger, treinador do Arsenal, conhecido por garimpar jovens e desconhecidos jogadores, chegou a convidá-lo para jogar na equipe inglesa, que na mesma época tirara Cesc Fàbregas das mesmas categorias do Barcelona, que imediatamente prorrogou o contrato de Messi até 2012.

## Carreira

### Barcelona

#### Início como profissional

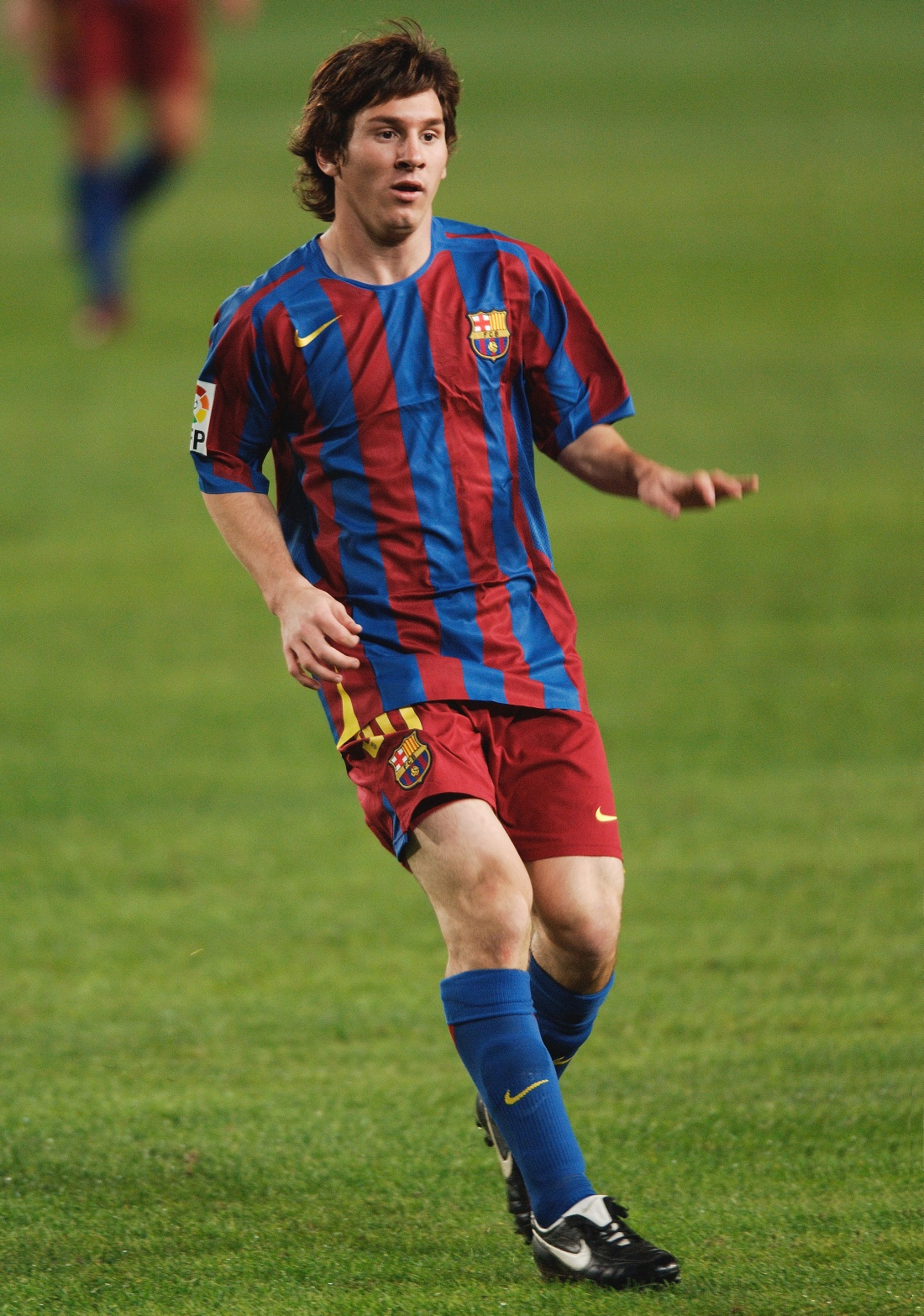
Messi, com 18 anos, jogando contra o Málaga em 2005

Messi foi integrado ao time principal na temporada 2003–04, com apenas dezesseis anos, debutando em um amistoso contra o Porto, na inauguração do Estádio do Dragão, em 16 de novembro de 2003. O primeiro jogo oficial, porém, viria quase um ano depois, na temporada seguinte. Foi no clássico contra o Espanyol, em 16 de outubro de 2004. Tornou-se na época o mais jovem jogador do time em partidas oficiais, tanto pelo futebol espanhol quanto pela Liga dos Campeões da UEFA- marcas que posteriormente seriam batidas por Bojan Krkić, em 2007. O primeiro gol viria contra o Albacete, já na temporada seguinte, em 1 de maio de 2005.
Até então, Messi era desconhecido do público argentino, mesmo já descoberto pela mídia de seu país natal: um jornalista da revista El Gráfico, que preparava uma reportagem sobre talentos precoces da América do Sul levados pelos europeus, impressionou-se com depoimentos sobre Messi, o que o levou a entrar em contato com Rexach. Após descrença por parte da revista, cansada de "novos Maradonas" que não vingavam, o repórter conseguiu que o pai de Messi enviasse vídeos do filho, que finalmente convenceram a redação, logo publicando uma nota sobre o jovem, ainda em 2003, onde Rexach previa que em dois anos o garoto já seria uma superestrela mundial.
Depois de artilheiro, melhor jogador e campeão da Copa do Mundo FIFA Sub-20 de 2005, ganhou mais espaço no Barcelona, que renovaria mais uma vez seu contrato, até 2014. Na temporada 2005–06, conseguiu lugar cativo entre os titulares da campanha que resultaria no bicampeonato espanhol e na segunda Liga dos Campeões do clube. Todavia, não pôde atuar na decisão continental em virtude de uma lesão nas quartas-de-final, contra o Chelsea, após levar uma pancada de Asier del Horno.
Em junho de 2005, renovou seu contrato com o Barcelona até o ano de 2014. Antes uma estrela coadjuvante de seu ídolo, Ronaldinho Gaúcho, foi aos poucos tomando o lugar deste, conforme decaía, após um longo período em que o brasileiro foi considerado o melhor jogador do mundo pela FIFA.

#### 2008–10: O despertar do auge e os prêmios

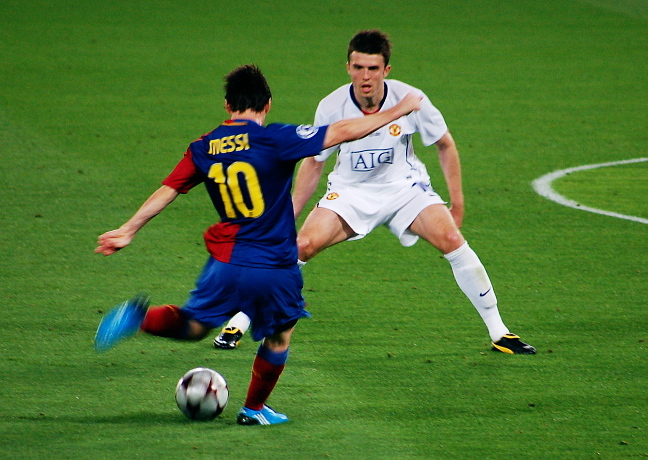
Messi contra Michael Carrick na final da Liga dos Campeões da UEFA de 2008–09

Na temporada 2008–09, Messi recebeu a camisa 10 após a saída de Ronaldinho e assumiu definitivamente o posto de principal astro dos blaugranas, ao conduzir o time a uma inédita tríplice coroa (Copa do Rei, La Liga e Liga dos Campeões). O novo treinador, Josep Guardiola, passou a utilizá-lo como falso 9.
Com vários gols e lances geniais, alcançou inclusive a artilharia da Liga dos Campeões com nove gols marcados, um deles na grande final, vencida por 2–0 contra o Manchester United, em partida considerada por muitos como um "tira-teima", já que pôs frente à frente os dois principais jogadores do mundo no momento: Messi e Cristiano Ronaldo.
Em 18 de setembro de 2009 renovou seu contrato com o Barcelona, agora com duração até 2016, uma cláusula de rescisão de 250 milhões de euros, e cerca 9 milhões e 500 mil euros anuais de salário. Meses depois, em 1 de dezembro, venceu o prêmio Ballon d'Or, entregue pela revista francesa France Football ao melhor jogador da última temporada. Em 19 de dezembro, o Barcelona disputou a final da Copa do Mundo de Clubes da FIFA contra o Estudiantes, da Argentina, os catalães venceram na prorrogação com um dos gols marcados por Messi aos cinco minutos do segundo tempo, o jogo terminou com o placar de 2–1, dando pela primeira vez o título mundial de clubes à equipe. Após a partida, Messi foi eleito não só o Homem do Jogo, mas também recebeu a Bola de Ouro, entregue ao melhor jogador do torneio. Dois dias depois, em 21 de dezembro, Messi foi eleito pela primeira vez o Melhor jogador do mundo pela FIFA, à frente do português Cristiano Ronaldo, do brasileiro Kaká e dos espanhóis Xavi e Iniesta. Finalizou o ano de 2009 com um total de seis títulos pelo Barcelona (Copa do Rei, La Liga, Liga dos Campeões da UEFA, Supercopa da Espanha, Supercopa da UEFA e Copa do Mundo de Clubes da FIFA) e os prêmios Ballon d'Or e de Melhor jogador do mundo pela FIFA. Era até então o melhor ano de sua carreira, mas anos ainda melhores estariam por vir.
Já em 2010, no dia 16 de janeiro, marcou seu 100.º gol pelo Barcelona, aos 85 minutos de jogo, na vitória por 4–0 sobre o Sevilla. Ainda nesta mesma partida, logo em seguida, marcou o de número 101, fechando a goleada. Messi, em seguida, começou uma sequência impressionante de onze gols em cinco jogos. O primeiro veio contra o Málaga numa vitória por 2–1, em seguida, ele marcou mais dois contra o Almería num empate por 2–2. Continuou na semana seguinte, um hat-trick contra o Valencia numa vitória por 3–0, em seguida, mais dois contra o Stuttgart, na vitória por 4–0 que garantiu a classificação do Barcelona para as quartas de final da Liga dos Campeões, e, finalmente, mais um hat-trick contra o Real Zaragoza, em uma vitória por 4–2. Neste período, Messi chegou a espetacular marca de oito gols no período de uma semana. Fez seu 200° jogo oficial pelo Barcelona em 24 de março daquele ano, contra o Osasuna.

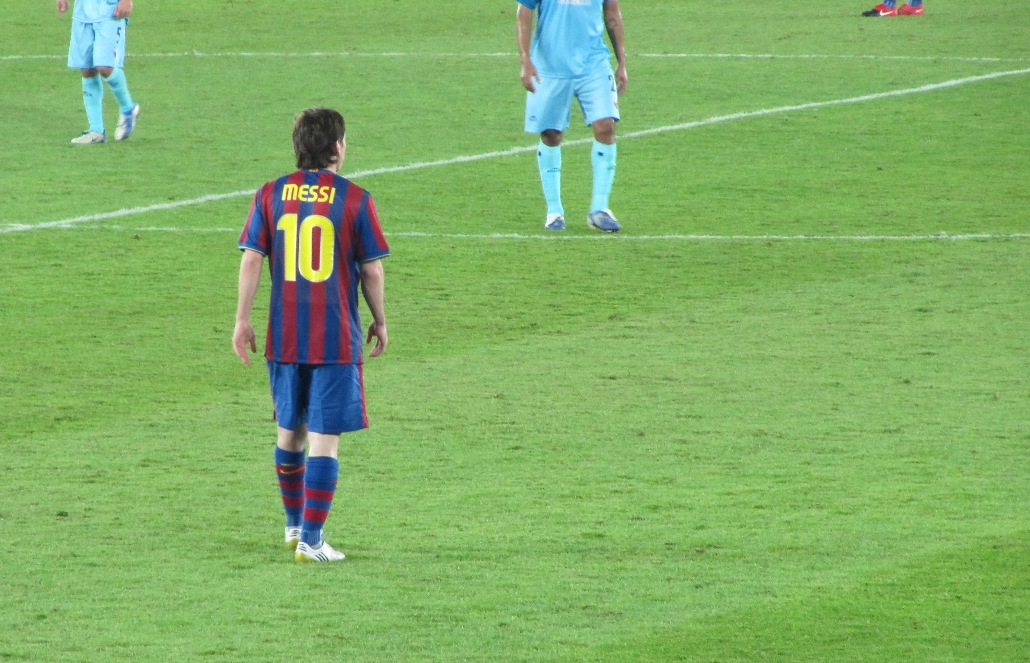
Leo durante a Copa do Mundo de Clubes da FIFA de 2009, onde o Barça sagrou-se campeão

Em 6 de abril de 2010, pela primeira vez em sua carreira, Messi marcou quatro gols em uma única partida, na vitória por 4–1 sobre o Arsenal num Camp Nou lotado, que garantiu ao Barça a vaga na semifinal da Liga dos Campeões. Aquela foi uma das melhores partidas da carreira do argentino, e, após esta partida, as atenções do mundo do futebol voltavam-se ainda mais para ele. Em 10 de abril, marcou seu 40.º gol da temporada 2009–10, o primeiro da vitória por 2–0 contra Real Madrid no Camp Nou, o chamado El Clásico. Em 1 de maio, Messi jogou sua 50ª partida na temporada e marcou mais dois gols na vitória por 4–1 sobre o Villarreal. Apenas três dias depois, em 4 de maio, Messi marcou mais dois em outra vitória, desta vez por 4–1 sobre o Tenerife. Em 8 de maio, ele marcou o seu 32° gol pela Liga, durante uma vitória fora contra o Sevilla, e fechou a temporada com mais dois gols contra o Real Valladolid, igualando o recorde de Ronaldo de mais gols marcados numa única temporada da La Liga, com 34 gols na temporada 1996–97. Ao final da temporada, foi eleito o melhor jogador da La Liga pela segunda temporada seguida.

#### 2010–11: A melhor temporada da carreira, título espanhol e europeu

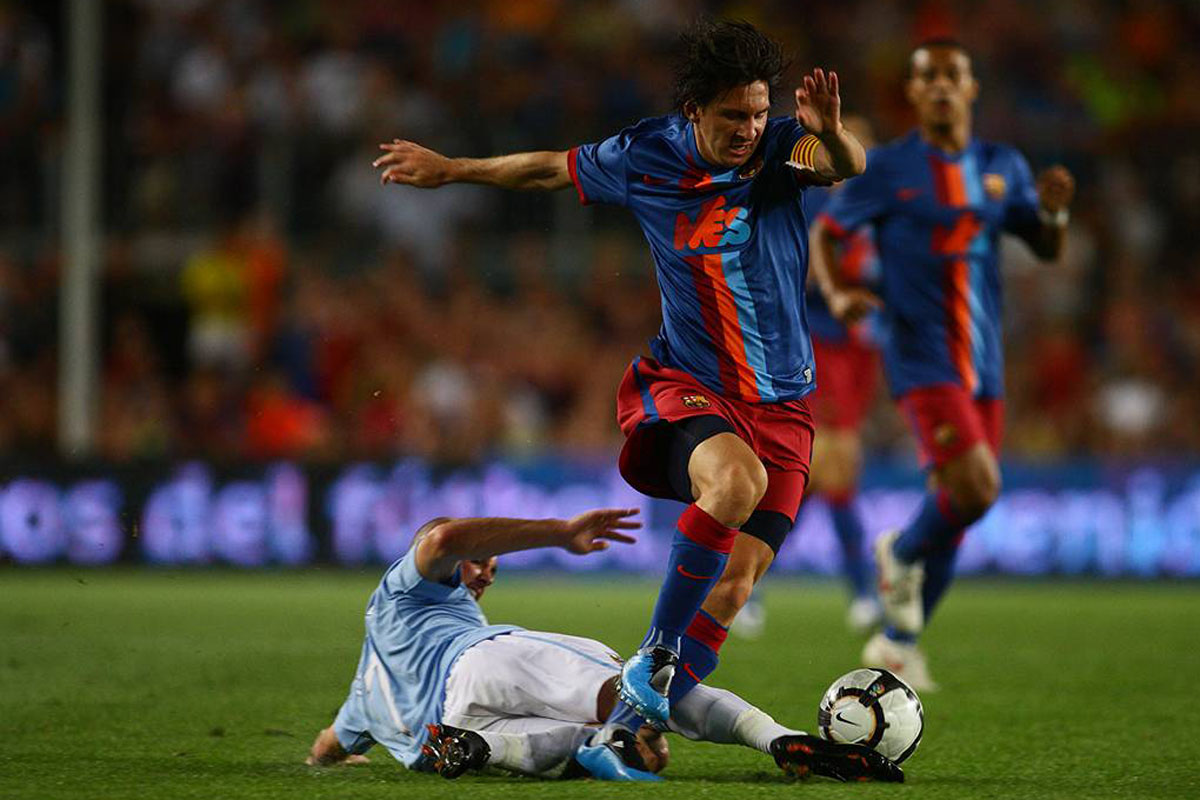
Messi em partida contra o Manchester City pela final do Troféu Joan Gamper

Em 21 de agosto, já pela temporada 2010–11, Messi marcou mais um hat-trick logo em sua primeira partida da temporada, uma vitória por 4–0 sobre o Sevilla, pela Supercopa da Espanha, competição em que o campeão espanhol enfrenta o campeão da Copa do Rei. Pela Liga, ele também iniciou a temporada com um gol, marcando logo aos três minutos contra o Racing de Santander, em 29 de agosto. Continuou em excelente forma para o jogo da Liga dos Campeões contra o Panathinaikos, onde marcou mais dois gols. Em 19 de setembro sofreu uma lesão no tornozelo no jogo contra o Atlético de Madrid, após uma violenta entrada do zagueiro Tomáš Ujfaluši. De início, temia-se que Messi havia sofrido uma lesão que poderia ter retirado-o de campo por um período de seis meses, mas a ressonância magnética realizada no dia seguinte mostrou que ela não seria tão grave.
Após a sua recuperação, retornou em outubro marcando no empate por 1–1 contra o Mallorca. Continuou sua fantástica sequência de gols marcando contra Copenhague, Real Zaragoza e novamente o Sevilla. Depois de um outubro espetacular, ele começou o mês de novembro marcando novamente contra o Copenhague, num empate em 1–1, e novamente num 3–1 contra o Getafe, onde também deu assistências para os outros dois gols. Neste período, desandou a marcar, e chegou a incrível marca de sete jogos consecutivos marcando gols, quebrando seu próprio recorde anterior, de seis. Chegou também a marca de 50 gols no de 2010. Contra o Almería, fez seu segundo hat-trick da temporada, em uma impressionante vitória por 8–0 fora de casa, sendo o segundo seu 100º gol pela La Liga. Chegou ao seu nono jogo consecutivo com gols (dez, se incluirmos o marcado pela Argentina num amistoso contra o Brasil) numa vitória em casa por 3–0 contra o Panathinaikos, pelo returno da fase de grupos da Liga dos Campeões. A sequência de jogos com gols terminou em 29 de novembro, no El Clásico contra o Real Madrid, onde o Barcelona venceu por 5–0. Messi não marcou nenhum, mas deu assistências para dois dos cinco gols. No jogo seguinte, marcou dois gols e deu mais uma assistência contra o Osasuna. No chamado El Derbi Barceloní, contra o Espanyol, partida em que o Barcelona venceu por 5–1, deu mais duas assistências.
Em 10 de janeiro de 2011, iniciou o ano sendo eleito o melhor jogador do mundo pela segunda vez consecutiva, com o prêmio agora denominado Bola de Ouro da FIFA, devido à junção do prêmio da FIFA com o da France Football. Venceu seus companheiros Xavi e Andrés Iniesta, ambos da Seleção Espanhola. Havia uma grande discussão em torno deste prêmio, já que Xavi e Iniesta haviam vencido a Copa do Mundo FIFA no ano anterior, e cogitava-se que o fato do torneio também ser organizado pela entidade máxima do futebol poderia pesar na decisão final da entrega do prêmio.

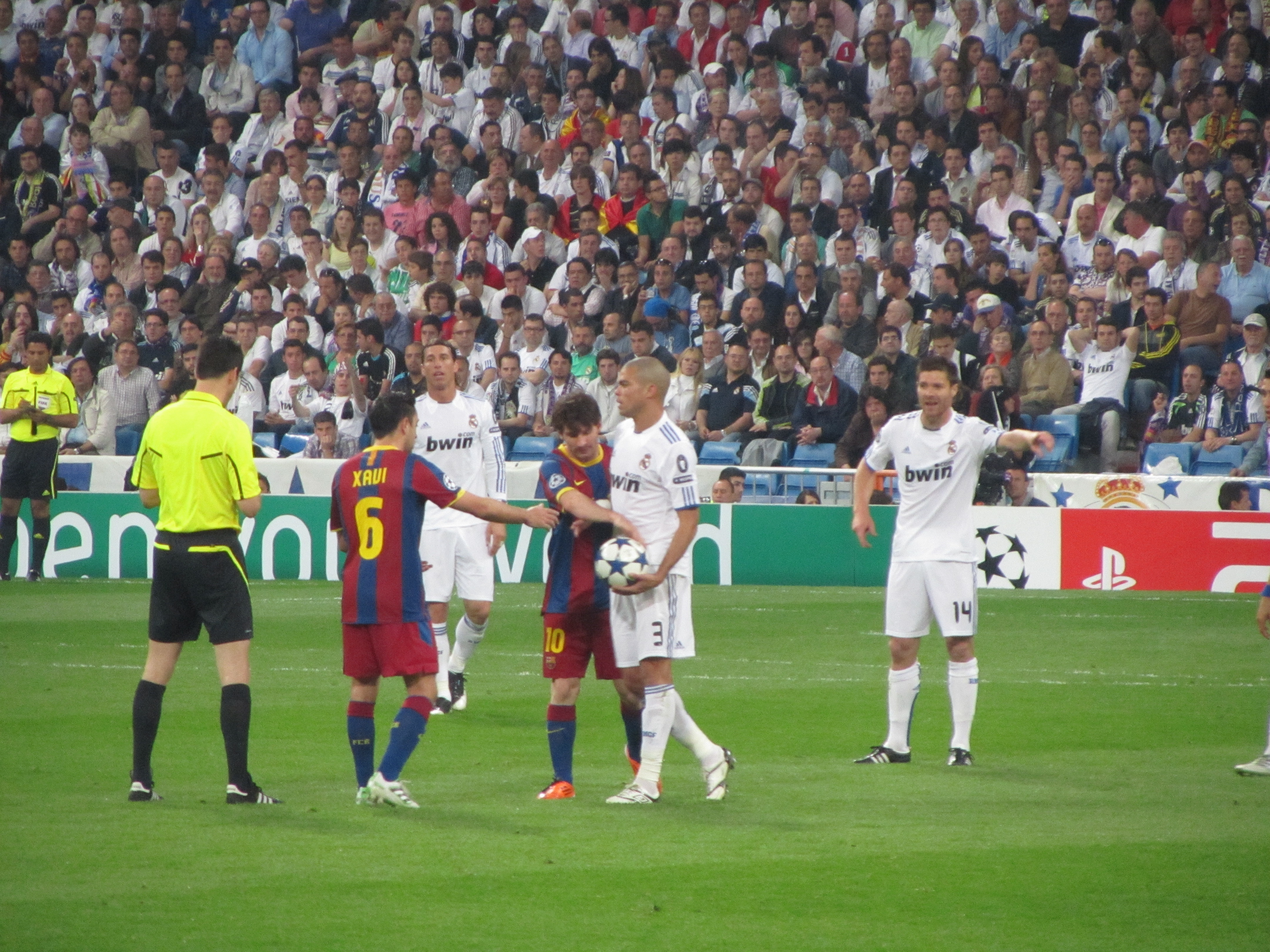
Messi ao lado de Pepe, em 2011, durante um dos quatro jogos entre Real Madrid e Barcelona que aconteceram num curto período de pouco mais de duas semanas. Tal fato só havia ocorrido há quase um século

Seu primeiro gol no ano veio contra o Deportivo La Coruña, numa vitória por 4–0 fora de casa, novamente dando também duas assistências. No jogo seguinte, no dia 9 de dezembro, mais um hat-trick, o terceiro da temporada, contra o Real Betis. Seguiu marcando gols contra Racing de Santander, Almería e Hércules. Em 5 de fevereiro, o Barcelona bateu o recorde de vitórias consecutivas na liga com 16 vitórias ao derrotar o Atlético de Madrid por 3–0 no Camp Nou. Messi fez uma partida espetacular e marcou mais um hat-trick. Depois de dois jogos sem gols, voltou a marcar contra o Athletic Bilbao em uma vitória por 2–1. Na semana seguinte, marcou seu primeiro gol de cabeça na temporada numa vitória por 3–0 contra o Mallorca. O Barcelona agora igualava o recorde de vitória seguidas fora de casa pela Liga, que pertencia ao Real Sociedad na campanha de 1979–80 com uma invencibilidade de 19 jogos fora de casa. Este recorde foi quebrado três dias depois, quando Messi marcou o único gol da vitória sobre o Valencia no Estádio de Mestalla. Marcou mais um no Clásico contra o Real Madrid, realizado no Estádio Santiago Bernabéu. Este foi o primeiro jogo da sequência de quatro entre Barcelona e Real Madrid num período de 18 dias. No segundo jogo, pela final da Copa do Rei, o Barça foi derrotado por 1–0 e acabou perdendo o título do torneio para os merengues. Os outros dois jogos ocorreram pelas semifinais da Liga dos Campeões.
Pela fase decisiva da Liga dos Campeões, distribuiu uma assistência para David Villa na derrota por 2–1 para o Arsenal no Emirates Stadium pelo jogo de ida das oitavas de final. No jogo de volta, marcou dois gols na vitória catalã por 3–1, eliminando o clube londrino do torneio, como já havia feito na temporada anterior, e classificando o Barça para as quartas-de-final. No jogo de ida, distribuiu uma assistência e iniciou a jogada do primeiro gol da equipe na goleada por 5–1 sobre o Shakhtar Donetsk. No jogo de volta, marcou o gol que garantiu a vitória do Barcelona por 1–0 e se tornou o maior artilheiro da história do clube em uma única temporada. No jogo de ida da semifinais, Messi marcou dois gols contra o Real Madrid em pleno Santiago Bernabéu, um escorando a bola entre as pernas do goleiro Iker Casillas após cruzamento de Ibrahim Afellay e outro após uma espetacular arrancada desde o meio-de-campo, passando por quatro marcadores e finalizando com a perna direita, decretando a vitória por 2–0 dentro do estádio do maior rival do clube. No jogo de volta, agora no Camp Nou, o simples empate por 1-1 garantiu a vaga dos catalães na final da Liga do Campeões, onde enfrentaram os ingleses do Manchester United, repetindo a final de 2009 do mesmo torneio. Messi realizou uma das grandes atuações na carreira na final, marcando o segundo gol, dos 3–1 da vitória catalã, após passe de Andrés Iniesta, num belo chute forte, raso, e sem chances para Edwin van der Sar agarrar, além disso, iniciou a jogada que culminou no terceiro gol. Com a vitória, Messi conquistou sua terceira Liga dos Campeões, após 2005–06 e 2008–09. Ao final da partida, foi eleito o Homem do Jogo, prêmio concedido pela UEFA ao melhor jogador da partida.

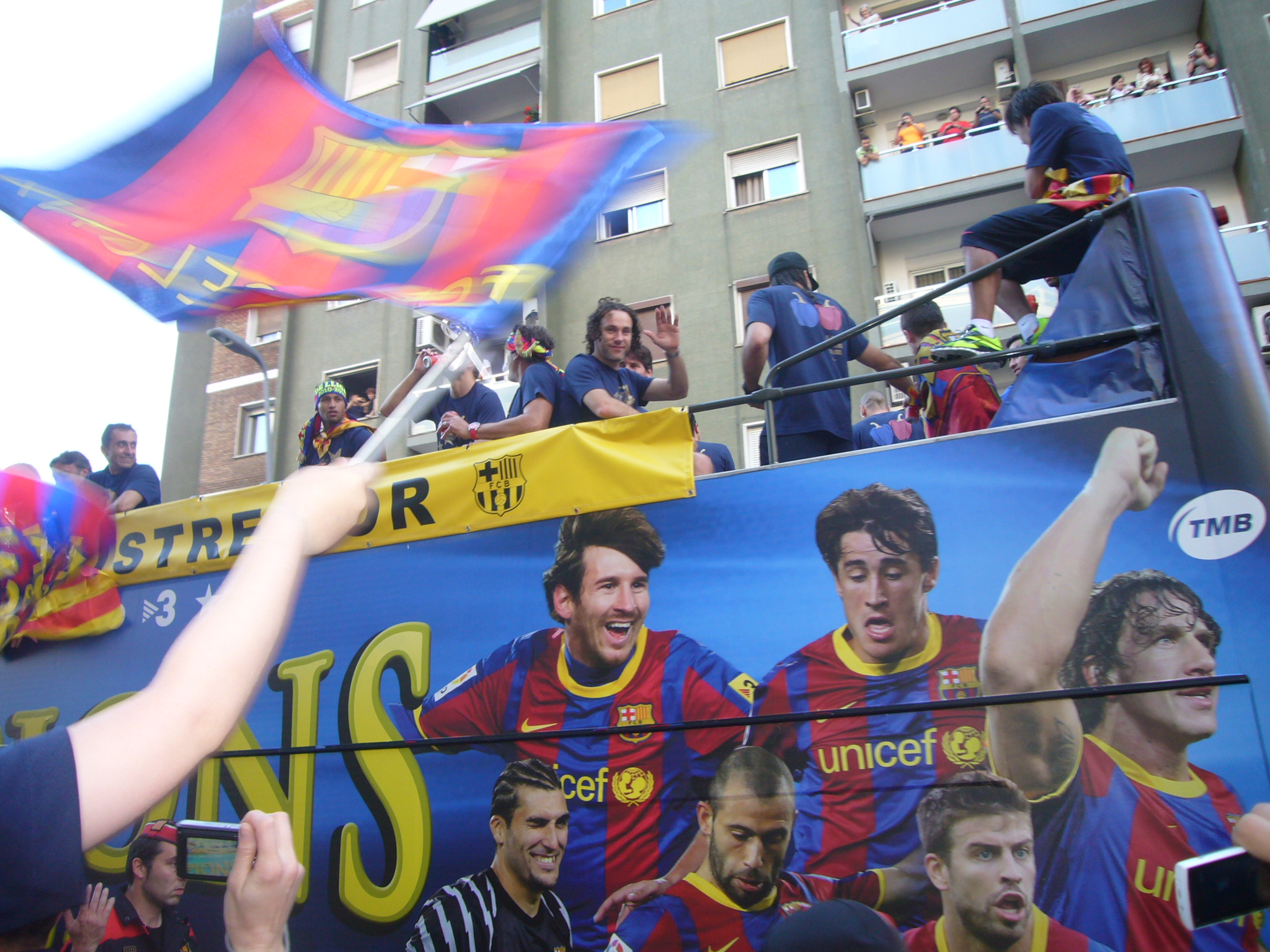
Messi e seus companheiros de equipe celebrando o título da Liga dos Campeões, em Barcelona

Em 11 de maio, após o empate por 1–1 contra o Levante, o Barcelona sagrou-se campeão da La Liga de 2010–11 com duas rodadas de antecedência, abrindo seis pontos de vantagem sobre o Real Madrid a duas rodadas do final. Este é o terceiro título nacional consecutivo do Barça, e o quinto desde que Messi começou a atuar na equipe. Messi finalizou a melhor temporada de sua carreira até então, com um total de 53 gols em 55 jogos: 31 pela Liga, 12 pela Liga dos Campeões, sete pela Copa do Rei e mais o hat-trick pela Supercopa da Espanha no primeiro jogo da temporada.

#### 2011–12: Números impressionantes e os primeiros recordes
Aos 24 anos de idade, Messi iniciou a nova temporada em alta. Disputou a Supercopa da Espanha de 2011 contra o arquirrival do Barcelona, o Real Madrid de Cristiano Ronaldo. Nessa competição, marcou um dos dois gols no jogo de ida e dois no jogo de volta, se tornando o artilheiro da competição com três gols marcados e o título nacional. Semanas mais tardes, por conquistar a Liga dos Campeões, teve o direito de disputar a Supercopa da UEFA contra o Porto. Nesse jogo, marcou o primeiro gol da partida e deu passe para o segundo gol, marcado por Cesc Fàbregas, levando o Barcelona ao seu segundo título nos primeiros meses da temporada. No início do Campeonato Espanhol, marcou dois gols na vitória partida contra o Villarreal e dois hat tricks (contra o Osasuna e o Atlético de Madrid nas vitórias por 8–0 e 5–0, respectivamente).

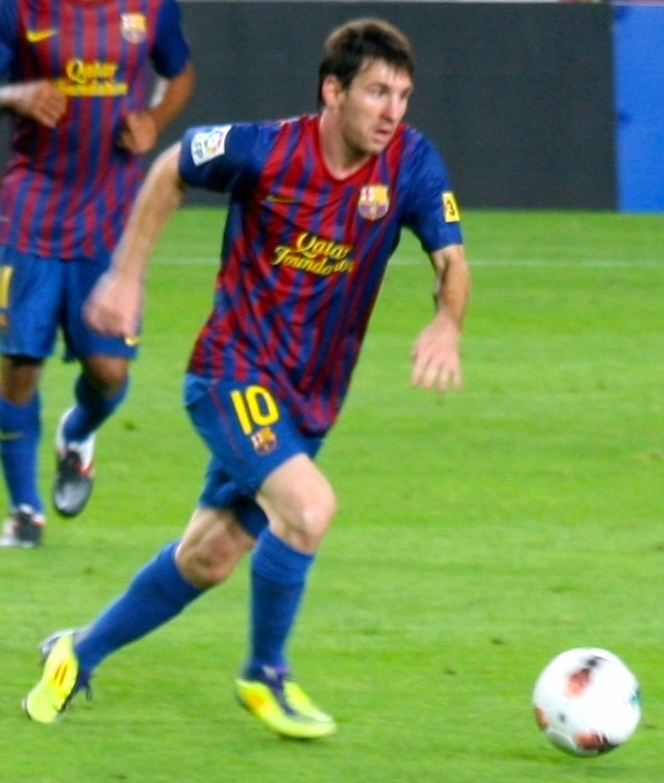
Messi em jogo contra o Osasuna

Em 28 de setembro de 2011, Messi, que vinha apagado na Liga dos Campeões, marcou dois gols contra o BATE Borisov, entrando entre os artilheiros da competição e defendendo o título de artilheiro do torneio continental. Ao marcar o segundo gol, empatou com o ex-atacante catalão, László Kubala, se tornando o segundo maior goleador da história do Barcelona em competições oficiais com 194 gols marcados. Logo depois, em um jogo contra o Racing de Santander, marcou dois gols e passou o ex-jogador húngaro. Antes mesmo de seu gol de número 200 pelo Barcelona, aconteceu no Campeonato Espanhol, diante do Mallorca, partida ao qual fez mais um 'hat trick', e o colocando com 132 gols marcados em partidas pelo campeonato nacional, um a mais que Kubala. O gol de número 200 aconteceu em uma partida da Liga dos Campeões, contra o Viktoria Plzeñ. Em 11 de dezembro, Messi bateu de frente mais uma vez com Cristiano Ronaldo, desta vez em um dérbi válido pelo Campeonato Espanhol, jogo que foi realizado no Estádio Santiago Bernabéu, em Madrid. Na partida, o Barcelona saiu perdendo com gol de Karim Benzema logo aos 25 segundos de jogo. Porém, aos 30 minutos, iniciou uma arrancada que resultou no gol de Alexis Sánchez, o de empate do Barcelona. Na segunda etapa do confronto, viu Xavi virar a partida e minutos mais tarde, participar do gol de Fàbregas, que selou a vitória de sua equipe por 3–1.
No mês de novembro foi anunciado que Messi estaria entre os três finalistas, ao lado de Cristiano Ronaldo e Xavi na busca pela Bola de Ouro da FIFA de 2011, prêmio equivalente ao de melhor jogador de futebol do mundo no ano. Além disto, o argentino concorreria também ao Prêmio Puskás, entregue ao autor do gol mais bonito do ano, que o argentino marcou em um jogo pela Liga dos Campeões nas oitavas de final contra o Arsenal, na vitória por 3–1.
Com o título da Liga dos Campeões da UEFA conquistado na última temporada, Messi e o Barcelona ganharam o mérito de disputar o Mundial de Clubes da FIFA, representando a Europa. Entrando como favorito ao título, fez a sua estreia somente em 15 de dezembro no Estádio de Yokohama, no Japão enfrentando o Al-Sadd, do Catar. Nesse jogo, Messi não fez gol, mas participou dos feitos e ainda organizou o time, saindo de campo com uma atuação elogiada. Na final, realizada em 18 de dezembro contra o Santos, time que tinha as promessas do futebol, Neymar e Paulo Henrique Ganso, o argentino desencantou, e logo nos primeiros 20 minutos de jogo, fez o primeiro gol da partida. Após um belo passe de seu companheiro Xavi, Messi ficou de frente pro gol e tocou a bola por cima do goleiro Rafael Cabral, abrindo o placar. No terceiro gol, foi lançado, porém foi desarmado pelo zagueiro santista, na sequência, após tentativas de Thiago Alcântara e Daniel Alves, o volante Cesc Fàbregas marcou. O último gol da partida foi marcado pelo argentino, que há menos de 10 minutos do final, recebeu um passe de Daniel Alves e driblou o goleiro, fechando a vitória dos catalães por 4–0 e garantindo o título mundial, o segundo de Messi, o segundo da história do Barcelona. Ao término do jogo, foi premiado como o homem do jogo, ganhando um carro e a Bola de Ouro como melhor jogador do torneio, desbancando o companheiro de equipe, Xavi, e Neymar, que ficou com a Bola de Bronze.
No dia 20 de dezembro, dois dias após a conquista do Barcelona no Mundial de Clubes, o ex-treinador multicampeão com o Boca Juniors e Vélez Sarsfield, Carlos Bianchi, exaltou as atuações de Messi, o colocando como o melhor jogador de futebol de todos os tempos, superando inclusive, os ex-jogadores Pelé e Diego Maradona.
| “ | Há poucos dias, no meio de uma conferência um brasileiro me perguntou quem eu considerava o melhor jogador da história, se Pelé ou Maradona. E eu respondi que, com todo o respeito que merecem os dois, neste momento vejo Messi superior a todos. Passará muito tempo até que apareça um jogador como ele. Eu simplesmente tiro o chapéu para sua capacidade. | ” |

Em 9 de janeiro de 2012 Messi conquistou o prêmio Bola de Ouro da FIFA de 2011, ficando à frente do seu companheiro de equipe Xavi Hernández e de Cristiano Ronaldo. Ao ganhar de novo este prêmio da FIFA, Lionel Messi tornou-se o terceiro futebolista a vencer por três vezes a premiação da entidade máxima do futebol, após Ronaldo e Zinédine Zidane, mas o primeiro na história a conquistá-lo em três anos consecutivos: 2009, 2010 e 2011. A premiação só não foi perfeita para Messi pois o Prémio FIFA Ferenc Puskás acabou ficando com o brasileiro Neymar, que venceu por um belíssimo gol marcado no Campeonato Brasileiro de 2011, contra o Flamengo. Além do gol de Messi, a obra-prima marcada por Neymar venceu também um outro fantástico gol marcado por Wayne Rooney, após um voleio extremamente preciso no Dérbi de Manchester. No dia 14 de janeiro, fez seu primeiro grande triunfo em campo no ano de 2012, em um jogo realizado no Camp Nou, em Barcelona, válido pela Liga, Messi marcou dois gols na sofrida vitória por 4–2 diante do Real Betis. Naquela ocasião, fez seu time somar mais três pontos, e garantir seu time em segundo lugar na competição com 41 pontos, exatamente cinco atrás do Real Madrid. Dias mais tarde, no Santiago Bernabéu, em Madrid, Messi encarou mais um derby contra o Real Madrid, desta vez válido pela Copa do Rei, a última vez que as equipes tinham se enfrentado nesse torneio, os merengues levaram a melhor na final com gol de Cristiano Ronaldo na prorrogação. Desta vez, Messi comandou o time a mais um grande triunfo na temporada. Após sair perdendo no placar com gol de Cristiano, participou de jogadas importantes e viu seus companheiros Carles Puyol e Éric Abidal marcarem seus gols, que garantiram a virada em 2–1 e vantagem no jogo de volta. Nesse mesmo confronto, Messi participou de uma grande polêmica. Após uma tentativa de ataque, o argentino foi derrubado na área. Na sequência, o zagueiro brasileiro naturalizado português, Pepe acertou um pisão na mão de Messi, o que causou uma grande revolta da torcida catalã ao fim do jogo. O fato indignou muitos jogadores profissionais, algumas delas estrelas, como Wayne Rooney, atacante do Manchester United, que comentou em seu Twitter o ato. O técnico do Real Madrid, José Mourinho declarou que não foi proposital. Pepe, em coletiva ao fim do jogo se dispôs a pedir desculpas a Messi.
| “ | Com respeito à jogada com o Lionel Messi, quero dizer desde já que o lance foi um ato involuntário. Mesmo assim, se Messi sente-se ofendido, peço desculpas, porque o que pretendo é defender a minha equipe e a minha instituição. Me entrego de corpo e alma, jamais me passou pela cabeça causar algum dano a um companheiro de profissão. | ” |

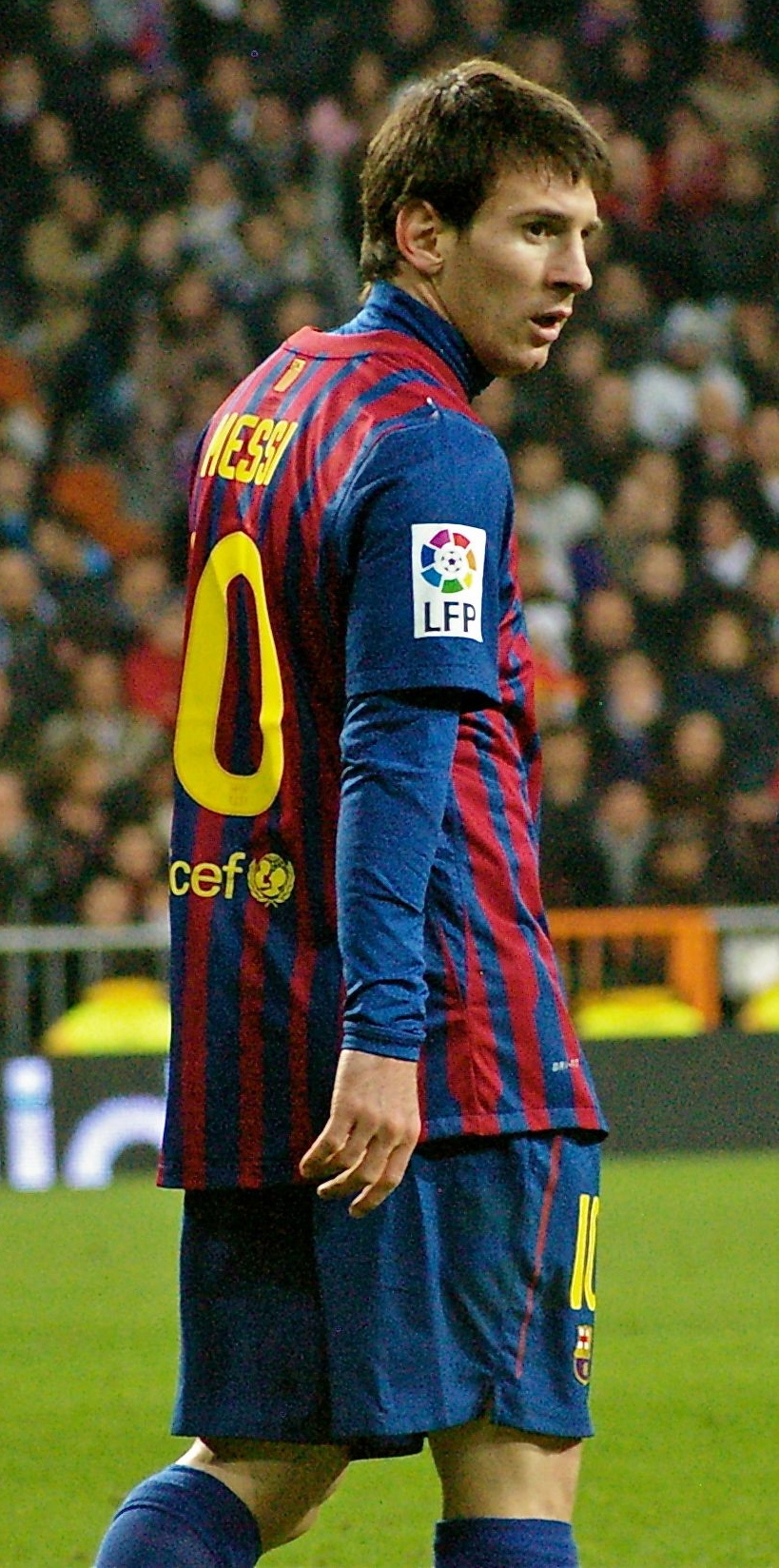
Messi na vitória de 2–1 contra o Real Madrid

O técnico do clube catalão, Josep Guardiola também comentou o fato ocorrido não demonstrando preocupação, e muito menos polemizar ainda mais o fato, admitindo que Se foi involuntário, foi, não acrescentando mais nada. No dia 22 de janeiro, Messi fez seu primeiro grande triunfo na temporada, um hat trick (três gols em uma mesma partida). O feito ocorreu diante do Málaga, clube de importantes jogadores do futebol mundial como Júlio Baptista e Ruud van Nistelrooy. O jogador marcou dois belos gols, e mais um deles de cabeça, o que não é sua especialidade. O jogo acabou 4–1 para o time catalão com o chileno Alexis Sánchez completando ainda na primeira etapa. Com o resultado, a equipe ainda permanecia na segunda posição do campeonato espanhol, mirando o tetra campeonato seguido de Messi. Ao fim da partida, Messi comentou que todos os jogos são difíceis, ainda mais quando longes de casa, e que seu foco estaria no jogo da semana seguinte, contra o Real Madrid, pela volta da Copa do Rei. Em 25 de janeiro, no jogo de volta da Copa do Rei, participou das jogadas que definiram o empate em 2–2 com o Real Madrid no Camp Nou, mas que acabou garantindo o Barcelona na próxima fase da competição nacional, derrotando mais uma vez, o rival de profissão, Cristiano Ronaldo. Os gols da partida foram marcados pelo brasileiro Daniel Alves e o espanhol Pedro. Messi se destacou ao fazer uma bela jogada, passando pelos zagueiros merengues antes de jogar a bola para o companheiro Pedro fazer o gol. Naquela altura, seu time abria o placar.
Em 6 de fevereiro de 2012 Messi foi capa da edição internacional da revista estadunidense Time, com o título de King Leo (Rei Leo, em inglês, que faz uma referência ao filme O Rei Leão) que diz que o jogador é o "possível melhor" da história, embora faça uma ressalva sobre a relação de Messi com o povo argentino:
| “ | Lionel Messi é o melhor jogador de futebol do mundo --possivelmente de todos os tempos. Então, por que os seus compatriotas não o amam? | ” |

Dois dias mais tarde, Messi entrou em campo para jogar as semifinais da Copa do Rei contra o Valencia, valendo uma vaga na final da competição nacional. Nesse jogo, Messi arma a jogada para o primeiro gol, marcado por Fàbregas. Sua equipe venceu por 2–0 e se classificou. Posteriormente, o ex-jogador da Argentina, que defendia o Benfica de Portugal, Pablo Aimar se diz honrado por ser uma das inspirações de Messi antes de ser profissional. Messi afirmou que sempre o adorava ver jogando e descreveu Aimar como um jogador brilhante. Em 11 de fevereiro Messi disputou uma partida juntamente com o time misto do Barcelona que se preparava para a grande final da Copa do Rei. Nesse jogo, Messi e seu time pouco futebol produziram e acabaram perdendo para o Osasuna, na época, o oitavo colocado da tabela de classificação do Campeonato Espanhol. Ao longo do campeonato, sua equipe não tinha um bom rendimento, pois perdia pontos e chegou a ver o seu arquirrival abrir 13 pontos de diferença na competição, acabando praticamente com as chances de título do Barcelona. Na liga dos campeões, Messi abriu as oitavas de final com o pé direito ao marcar um gol e fazer uma bela jogada para o gol de Alexis Sánchez na vitória por 3–1 sobre o Bayer Leverkusen na BayArena, em Leverkusen. Nesse jogo, saiu de campo elogiado pela atuação e confirmando o favoritismo de sua equipe. O fato curioso é que após o término da partida, os jogadores do Bayer, Michal Kadlec e Manuel Friedrich trocaram as camisas com o argentino, causando revolta do ex-jogador alemão e hoje dirigente, Rudi Völler. Segundo Voeller, seu time estava muito empolgado em garantir as souvenir ao fim do jogo, e que as camisas de Messi seriam leiloadas por uma boa causa. Em 17 de fevereiro, juntamente de seu companheiro de profissão, Kaká, acabou doando camisas de jogo autografadas para leilões beneficentes. Dois dias mais tarde, em 19 de fevereiro Messi faria mais um espetáculo na temporada, desta vez contra o Valencia, adversário da semifinal da Copa do Rei. Nesse jogo, o Barcelona venceu por 5–1, com quatro gols do argentino. O primeiro deles foi em uma jogada de Pedro que terminou com conclusão de Messi, e no final da primeira etapa, administrou a virada. Marcou mais dois gols no segundo tempo e viu Xavi marcar o último da grande vitória. Ao fim do jogo, Messi foi aplaudido pelos catalães. Esse jogo foi muito mais do que especial, pois se tornou o mais jovem jogador do Barcelona a fazer 200 jogos oficiais pelas competições nacionais, superando Xavi, Iniesta e Valdés, seus atuais companheiros de equipe. Em 26 de fevereiro sua equipe encarou mais um grande jogo pelo Campeonato Espanhol, desta vez contra o Atlético de Madrid, e fora de casa. Depois de ver seu time abrir o placar com Daniel Alves em uma jogada iniciada de seus pés, marcou um belo gol de falta aos 35 minutos do segundo tempo, que acabou liquidando a vitória dos cules sobre o time de Madrid por 2–1. A àquela altura da competição, sua equipe continuava a 10 pontos do primeiro colocado, o Real Madrid, que tinha 64 pontos. No dia 28 de fevereiro, em uma entrevista coletiva do Barcelona, Messi reafirmou a quem estava presente que jamais jogaria no Real Madrid e sempre falando de seu desejo de continuar no Barcelona até o fim de sua carreira.
| “ | Já respondi a essa pergunta muitas vezes. O Barcelona deu-me tudo. Cresci neste clube, souberam tratar de mim aqui. Devo tudo ao Barça e nunca me passaria pela cabeça sair para um clube rival e muito menos por dinheiro. Sou mesmo feliz onde estou | ” |

Após cumprir suspensão no jogo do final de semana pela La Liga, contra o Sporting de Gijón, Messi retornou no dia 7 de março, em jogo válido pelas oitavas-de-final Liga dos Campeões da UEFA, mais um espetáculo do Barcelona protagonizado por seu camisa 10. Após vencerem por 3–1 no jogo de ida realizado na Alemanha, o Barça fez 7–1 no Camp Nou, com cinco gols de Lionel Messi. No placar agregado, o Barcelona garantiu sua classificação por 10–2 (3–1 na ida, 7–1 na volta), e Messi quebrou mais alguns recordes. Tornou-se o primeiro jogador a marcar por mais de uma vez quatro gols numa única partida de Liga dos Campeões (a primeira havia sido em 6 de abril 2010, em partida contra o Arsenal), e posteriormente o primeiro a marcar cinco vezes numa mesma partida deste torneio. De quebra, ainda aproxima-se a passos largos para tornar-se o maior artilheiro em toda a história do Barcelona. Ao fim do jogo, o treinador Pep Guardiola comentou que o trono do futebol mundial pertence a Lionel Messi e só mudará quando ele deixa-lo. O argentino ajudou o Barcelona a realizar um momento histórico, baseado no bom futebol apresentado nos últimos tempos, se classificou para as quartas de finais pelo quinto ano seguido, sendo semifinalista em duas e campeão nos anos de 2009 e 2011. Outro que comentou de Messi apontando vários elogios foi o zagueiro campeão mundial com a Alemanha, Franz Beckenbauer. Em uma entrevista cedida no dia 7 de Abril, o ex-zagueiro considera Messi um ser fantástico, reunindo qualidades de grandes jogadores antepassados como o compatriota Diego Maradona e Bobby Charlton, artilheiro da Inglaterra no último século.
| “ | Messi é um génio, tem tudo. Por um lado, é muito habilidoso e inteligente em campo, com um pé esquerdo semelhante ao de Maradona. Por outro, tem também coisas de Bobby Charlton, pois é um cavalheiro do qual nunca escutarás nada de negativo, nem dentro nem fora dos relvados | ” |

A três meses do fim da temporada europeia, que geralmente finaliza no mês de junho, Messi superou sua marca na temporada 2009–10 no dia 7 de março. Ao marcar o quinto gol diante do Bayer Leverkusen em jogo válido pela Liga dos Campeões, o argentino chegou ao seu gol de número 48 na temporada, já que na temporada anterior marcara 47 gols. Sua temporada com maior número de gols foi em 2010–11, com 53 tentos. Seu ex-companheiro de Barcelona e campeão da Liga dos Campeões de 2006, o português Deco, declarou que o Barcelona de hoje em dia sem Messi não seria o mesmo. Também considerou que Messi pode vir a ser o melhor jogador de todos os tempos. Os cinco gols marcados diante do Leverkusen impressionaram grandes futebolistas do mundo inteiro, entre eles, o atacante do Manchester United, Wayne Rooney, comentando que o jogador é uma piada, o melhor jogador dos tempos. Outros que o exaltaram foram os jogadores campeões com o Brasil na Copa do Mundo, Ronaldo e Rivaldo. O vice-presidente do Milan, um dos maiores clubes da Itália, Adriano Galliani, comentou que testemunhou grandes craques do passado como Pelé, Diego Maradona e até Alfredo Di Stéfano, mas que porém nenhum deles poderia ser comparado a Messi. No dia 10 de março, em uma enquete feita pelo jornal Marca, um dos mais famosos jornais europeus do mundo, Messi ficou como o melhor jogador de todos os tempos, recebendo uma quantia impressionante de 50.1% dos votos, aproximadamente 87 mil votos, desbancando Zidane, Maradona, Pelé, Cruyff e até mesmo Di Stéfano. Um dia mais tarde, em 11 de Março, Messi marcou dois gols na vitória sobre o Racing Santander fora de casa em jogo válido pelo Campeonato Espanhol. O primeiro deles em uma jogada iniciada por Xavi, que encontrou Fàbregas livre na ponta direita frente a frente com o goleiro, na finalização, o argentino colocou o pé abrindo o placar. O segundo foi em um polêmico pênalti envolvendo Fàbregas, na sequência cobrou a penalidade com perfeição, no canto esquerdo do goleiro Mario Fernández e definindo a vitória. Os dois gols marcados por Messi o colocaram na história do futebol argentino, se tornando o primeiro jogador a marcar mais de 30 gols em três temporadas consecutivas. Também chegou a impressionante marca de 50 gols na temporada, há três de igualar seu recorde da temporada passada, considerada a melhor de sua carreira. Messi até aquele momento estava há seis gols de se tornar o maior artilheiro da história do Barcelona, prestes a superar César Rodríguez, grande ídolo do clube catalão na década de 50, falecido no ano de 1995. Com o resultado, o Barcelona chegava aos 60 pontos, continuando a ficar 10 pontos atrás do Real Madrid, que também venceria no fim de semana.

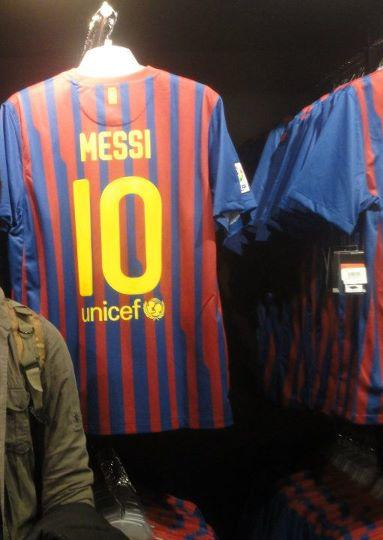
Camisa de Messi

Em 12 de março, Lionel Messi realizou uma entrevista coletiva, e mostrou-se normal com a situação de estar prestes a se tornar o maior goleador da história do Barcelona. Nessa coletiva, o argentino também argumentou sobre Pep Guardiola, o elogiando e apontando-o como o homem mais importante do clube na atualidade. O seu companheiro de equipe, Cesc Fàbregas comentou brevemente seus momentos de convívios com Messi, classificando-o como uma pessoa humilde, trabalhador e que gosta de jogar futebol. Um dia mais tarde, o jornal espanhol AS noticiou que aos 13 anos, no ano de 2000, Lionel Messi teria recebido uma sondagem do Real Madrid, quase fechando o acerto. O ex-jogador do Barcelona, Valencia e da Seleção Brasileira, Romário, foi outro que deu a sua opinião sobre Lionel Messi. Em uma entrevista, Romário disse que para ser o melhor teria que passar Diego Maradona, e depois o superá-lo, e em seguida superar Pelé e ganhar uma Copa do Mundo com sua Seleção. No dia 17 de março, marcou um belo gol diante do Sevilla, que garantiu os três pontos do Barcelona na competição, ficando sete atrás do Real Madrid. A vitória foi por 2–0, para Messi, mais uma grande marca batida. Se tornou um dos únicos jogadores da história do clube catalão a chegar na incrível marca de 150 gols em campeonatos nacionais. Naquela altura, já estava há 5 gols de superar César Rodriguez e se tornar o maior artilheiro da história do Barcelona. Posteriormente foi feita uma correção no histórico de estatísticas dos jogadores do Barcelona: César Rodríguez, segundo maior artilheiro da história do clube, teve 232 gols marcados com a camisa do Barça, fazendo com que Messi ficasse a apenas dois gols de superá-lo.
Em 4 de abril de 2012, Lionel Messi protagonizou uma vitória de 3–1 sobre a equipe do Milan, da Itália pela Liga dos Campeões da UEFA. Em um polêmico jogo envolvendo os árbitros e os jogadores do time italiano, o atacante argentino marcou dois gols, todos eles de pênalti. A vitória encaminhou o Barcelona para uma incrível sequência de cinco semifinais seguidas na competição europeia. O resultado sobre o Milan resultou num jogo contra o Chelsea valendo vaga para a final. Nessa mesma semana, liderou o clube catalão a mais uma vitória no Campeonato Espanhol, sobre o Zaragoza por 4–1, com mais dois gols. No dia 10 de abril, Messi marca mais um gol na vitória de 4–0 contra o Getafe no Camp Nou. Semanas se passaram e Messi jogou ao lado de Pedro e Sánchez, o primeiro jogo da semifinal da Liga dos Campeões, contra o Chelsea, e acabou sendo derrotado por 1–0, gol do marfinense Didier Drogba.

#### 2012–13:Messidependenciae novos recordes individuais

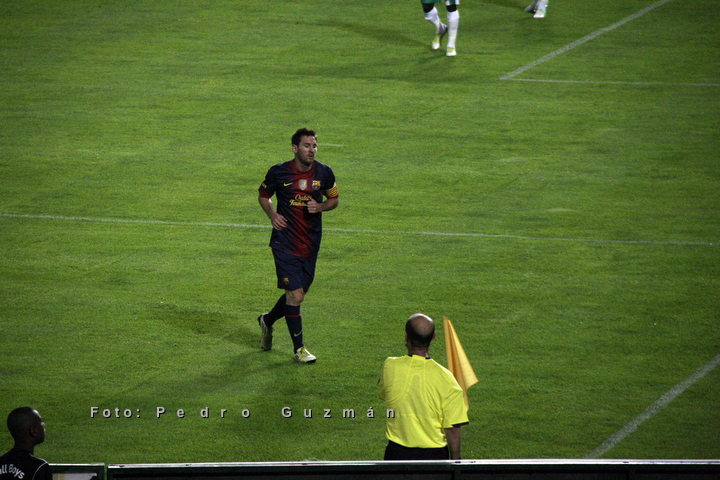
Messi em uma partida pelo Barcelona na temporada 2012–13

Durante o primeiro jogo do Barcelona da temporada contra o Real Sociedad, Messi continuou a marcar gols na vitória por 5–1 no Camp Nou. Messi acrescentou mais um gol de pênalti na vitória por 3–2 contra o rival Real Madrid no jogo de ida da Supercopa de Espanha em Barcelona em 23 de agosto. Ele fez mais um gol contra o Osasuna na vitória por 2–1 fora de casa. O atacante marcou mais um gol de falta, na segunda partida da Supertaça de Espanha, mas o Barcelona com 10 jogadores, perdeu para o Real Madrid e ficou como vice-campeão. Ele marcou o seu 15.º gol no clássico contra o Real Madrid, que fez dele o artilheiro do Barcelona em jogos entre ambas equipes e o segundo maior da história do confronto, colocando-o ao lado de Raúl, atrás apenas de Alfredo Di Stefano, com 18 gols. Marcou dois gols na vitória sobre o Spartak Moscou por 3–2 dentro de casa em 20 de setembro.
Em 11 de novembro bateu o recorde de Gerd Müller e Pelé após marcar o seu 76.º gol na temporada 2012–13, contra o Mallorca. Ele fez o seu 78.º gol contra o Real Zaragoza. Messi marcou duas vezes contra o Spartak Moscou na vitória por 3–0 fora de casa. Marcou duas vezes contra o Athletic Bilbao e atingiu a marca de 84 gols na temporada. Fez novamente dois gols em 9 de dezembro, e bateu a marca de Müller de 85 gols em 1972, contando com clube e Seleção. Atingindo a marca de 86 gols na temporada. Em 12 de dezembro, marcou duas vezes contra o Córdoba. Em 16 de dezembro, fez dois gols na vitória sobre o Atlético de Madrid por 4–1. Fez um gol contra o Real Valladolid e aumentou sua marca histórica para 91 gols. Disputou a FIFA Ballon d'Or com Andrés Iniesta e Cristiano Ronaldo e novamente ficou como favorito. Ganhou o quarto prêmio como melhor do mundo, sendo assim, entrou na história como o primeiro jogador a ganhar quatro vezes o prêmio até então.
Após ganhar seu quarto prêmio seguido como melhor do mundo, Messi deu uma entrevista ao canal esportivo ESPN.
| “ | O Meu objetivo é continuar crescendo, não ficar satisfeito com aquilo que tenho. Gostaria de ter conquistado mais títulos no ano passado. | ” |

Semanas depois, o então presidente do Barcelona, Sandro Rosseli, anunciou a renovação do contrato de Messi com o clube até o fim da temporada 2017–18. Leo marcou um gol em 10 de fevereiro, contra o Getafe em mais uma vitória por goleada dentro de casa por 6–1. Fez dois gols contra o Granada em 16 de fevereiro, e virou o jogo para sua equipe por 2–1 fora de casa, alcançando seu gol de número 300 pelo Barcelona. Marcou mais um contra o Sevilla em vitória por 2–1 dentro de casa. Fez um gol contra o Real Madrid na segunda partida contra o rival, desta vez pelo Campeonato Espanhol perdendo o jogo por 2–1 após empatar aos 18 minutos do primeiro tempo. Com o tento marcado, Messi igualou Di Stéfano, maior artilheiro da história do clássico até então, com 18 gols. Marcou ainda na vitória do Barcelona por 2–0 no Deportivo La Coruña em 9 de março. Marcou mais dois gols na partida contra o Rayo Vallecano, no Camp Nou sua equipe venceu o jogo por 3–1 com o último gol sendo marcado por David Villa. Atingiu o recorde de marcar 19 vezes consecutivas no Campeonato Espanhol na partida contra o Celta de Vigo, no dia 30 de março. Já no dia 27 de abril, entrou no segundo tempo contra o Athletic Bilbao e marcou o gol que assegurou o empate em 2–2.
Pela fase decisiva da Liga dos Campeões, conquistou a classificação para as quartas de final sobre o Milan no dia 12 de março em uma virada histórica, após marcar dois gols e ver sua equipe fazer mais dois, o Barcelona venceu o jogo em uma goleada por 4–0, ficando 4-2 no agregado para os catalães. Leo marcou o primeiro gol no jogo de ida entre Paris Saint-Germain e Barcelona no empate por 2–2 pelas quartas da competição continental, o jogo contou com gol de Blaise Matuidi aos 46 minutos do segundo tempo. No jogo de volta dentro do Camp Nou, entrou apenas no segundo tempo devido a uma lesão. Mesmo assim, foi decisivo para os blaugranas ao iniciar a jogada que empataria o jogo 1–1. O resultado se manteve até o fim da partida, o que foi suficiente para classificar o Barcelona para as semifinais seguindo a regra do gol fora de casa. Ainda sem estar 100% fisicamente, teve uma atuação discreta no jogo de ida contra o Bayern de Munique, os bávaros finalizaram mais vezes, neutralizaram a criatividade de Messi e dominaram a partida em uma goleada por 4–0, sendo esta a pior derrota da carreira do argentino em competições internacionais. Ainda sofrendo problemas físicos, o argentino não entrou em campo no jogo de volta, o Bayern venceu por 3–0 na Catalunha e avançou para a final. Após esses jogos, a expressão "Messidependencia" ganhou mais credibilidade, a mesma serve para designar a dependência que o clube criou das boas atuações do atacante em jogos decisivos.
Chegou a marca de 215 gols pelo Barcelona em campeonatos espanhóis após marcar duas vezes contra o Bétis em 5 de maio de 2013, ficando a uma vitória do título.[carece de fontes?] Neste mesmo jogo, Messi alcançou mais uma incrível marca em sua carreira: aos 25 anos de idade e apenas nove temporadas em ação, "La Pulga" havia igualado o número de gols do maior ídolo da história do futebol argentino, Diego Maradona, em seus 22 anos de carreira (entre 1976 e 1998). O único quesito em que Maradona ainda levava larga vantagem era em relação ao número de gols pela Seleção Argentina. O "Pibe" marcou 14 vezes em Copas do Mundo, contra apenas um tento de Messi até então, marcado na Copa do Mundo FIFA de 2006. No total, foram 34 gols marcados por Maradona em partidas pela "Albiceleste", enquanto Messi já somava 32. Após o título espanhol, Messi saiu com lesão muscular na partida contra o Atlético de Madrid em 12 de maio. Depois do diagnóstico, Messi ficaria fora da temporada, e seria desfalque certo para os três jogos restantes da temporada.[carece de fontes?] O alto número de gols ainda lhe renderiam sua terceira Chuteira de Ouro da UEFA alguns meses depois pelos feitos nessa temporada.

#### 2013–14: Novas lesões e temporada sem títulos
Após a saída de Tito Vilanova, o Barcelona anunciou Tata Martino como novo técnico da equipe. Após um início de temporada irregular, Messi sofreu sua quarta lesão no ano corrente de 2013 e desfalcou sua equipe por dois meses. Apesar das constantes lesões, Messi havia entregue na temporada anterior o segundo ano com maior número de gols na carreira, o que lhe rendeu a segunda colocação na Bola de Ouro da FIFA, atrás do português Cristiano Ronaldo e a frente do francês Franck Ribéry.
Durante a segunda metade da temporada, houve questionamentos sobre o desempenho de Messi. Estatisticamente, sua contribuição em gols, chutes e passes havia deteriorado significativamente nessa temporada, o que levou a BBC Sport a questionar se Cristiano Ronaldo não havia se tornado melhor que o argentino. Mesmo com questionamentos, quebrou três marcas históricos em apenas uma semana, no dia 16 de março, diante do Osasuna, Messi se tornou o maior artilheiro da história do Barcelona com 371 gols, assim ultrapassando o ex-atacante Paulino Alcántara. O jogo terminou 7–0 para o Barcelona, com direito a hat-trick do atacante. Outras marcas batidas nesse período ocorreram em um clássico contra o Real Madrid, La Pulga marcou um hat-trick em pleno Santiago Bernabéu e se tornou o maior artilheiro da história do El Clásico, além de ter se tornado o segundo o maior goleador da história do Campeonato Espanhol.
Jogando pela fase de grupos da Liga dos Campeões, marcou um hat-trick na goleada por 4–0 sobre o Ajax, e foi fundamental para a classificação do Barça para as oitavas de final após marcar dois gols contra o Milan na vitória por 3–1 na Catalunha. Pela fase decisiva, marcou um gol perante o Manchester City nas oitavas de final e ajudou na vitória por 2–0 no Etihad Stadium, no jogo de volta, marcou novamente na vitória do Barcelona por 2–1, sendo assim, a equipe avançou para as quartas de finais. No jogo de ida contra o Atlético de Madrid, Messi teve uma atuação discreta e a partida acabou em 1–1, no jogo de volta, o Atlético conseguiu a classificação para as semifinais em uma vitória por 1–0, o argentino teve outra atuação apagada e a equipe fugiu de suas próprias características ao perder a posse de bola e não conseguir realizar infiltrações pelo meio devido à pressão na saída de bola e à boa atuação da defesa colchonera.
Pela primeira vez em cinco anos, o Barcelona terminou a temporada sem conquistar grandes títulos. Os blaugranas perderam a final da Copa do Rei para o Real Madrid em um jogo com ampla desorganização tática e defensiva dos culés e uma boa atuação de Gareth Bale, além disso, ficaram na segunda colocação do Campeonato Espanhol e viram o Atlético de Madrid sagrar-se campeão dentro do Camp Nou após um empate por 1–1 que contou com assistência de Messi. Meses após o fim dessa temporada, o próprio futebolista falou sobre seu rendimento e reconheceu que "fez uma temporada irregular", além disso, afirmou que "2014 foi um ano ruim que quis esquecer rápido".

#### 2014–15: Tríplice Coroa
Após Tata Martino deixar o cargo, ficando apenas uma temporada no clube, Luis Enrique assumiu a equipe no dia 19 de maio. Messi ficou um longo período sem lesões no início da temporada, o que lhe permitiu ter um bom desempenho, quebrando diversos recordes relevantes. No dia 27 de setembro, Messi marcou duas vezes e distribuiu três assistências perante o Granada, sendo assim, ele passou da marca de 400 gols na carreira na goleada em partida válida pela La Liga. Outras marcas históricas foram superadas por Leo ainda em 2014, ele ultrapassou Telmo Zarra e se tornou o maior artilheiro do Campeonato Espanhol, com 353 gols, em partida contra o Sevilla, em que o Barcelona venceu por 5–1 e Messi realizou um hat-trick. Três dias depois, superou Raúl como maior goleador da Liga dos Campeões da UEFA, com 74 gols, em partida contra o APOEL, em que o Barcelona venceu por 4–0 com Messi registrando outro hat-trick. Contra o Espanyol, em 7 de dezembro, balançou as redes três vezes novamente, tornando-se o maior marcador do dérbi barcelonês, com 12 gols.
Pela fase de grupos da Liga dos Campeões, o argentino marcou na derrota pelo placar de 3–2 para o Paris Saint Germain fora de casa na primeira rodada. Na terceira rodada, distribuiu uma assistência e marcou um gol na vitória catalã sobre o Ajax por 3–1 no Camp Nou. Na quarta rodada, se igualou a Raúl como maior artilheiro da Liga dos Campeões ao marcar dois tentos contra os mesmos holandeses, ele ultrapassaria o recordista pouco tempo depois como mencionado anteriormente. Messi foi essencial para o Barcelona se consolidar na liderança do grupo ao marcar dentro de casa contra os parisienses, os culés venceram os então vice-líderes por 3–1, com La Pulga marcando o primeiro gol e participando da jogada do último.

Messi se destacou no clássico contra o Real Madrid no Camp Nou pelo Campeonato Espanhol, apesar de não ter feito gol, deu assistência para o zagueiro Mathieu abrir o placar, após ver Suárez marcar, o futebolista comemorou a vitória com o placar de 2–1 sobre os rivais. Foi novamente decisivo ao marcar o gol da vitória sobre o Atlético de Madrid por 1–0, jogando fora de casa, ele foi o principal responsável por garantir o título do Campeonato Espanhol para a equipe com uma rodada de antecedência.

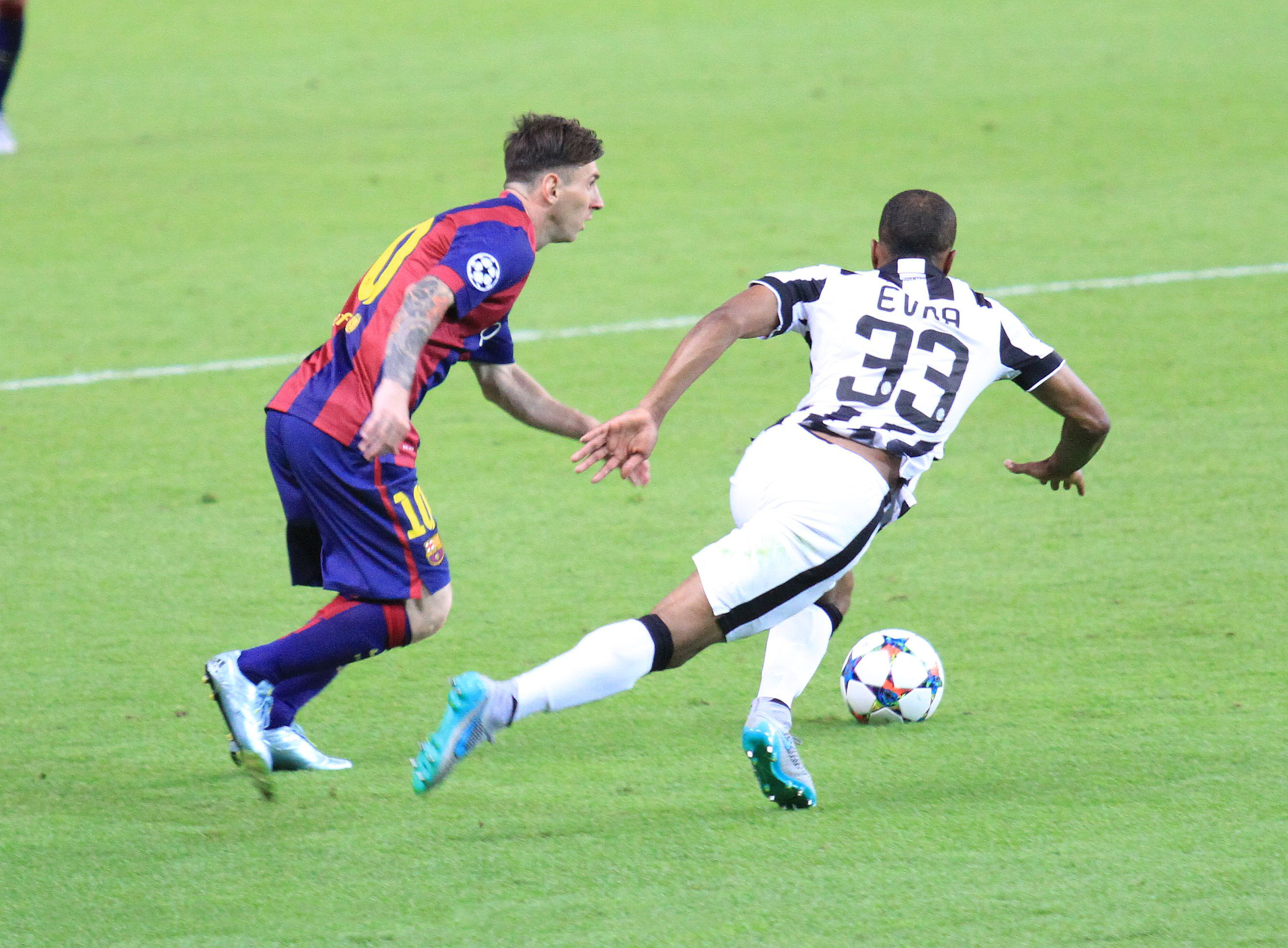
Messi ao lado de Patrice Evra durante a final da Liga dos Campeões da UEFA de 2014–15

Pela fase decisiva da Liga dos Campeões, deu o passe inicial para os dois gols de Suárez na vitória blaugrana por 2–1 sobre o Manchester City na Inglaterra e ainda teve uma penalidade defendida nos acréscimos do segundo tempo. No jogo de volta, teve uma ótima performance e deu uma assistência para Rakitić, o Barcelona venceu por 1–0 e avançou para as quartas de final. No jogo de ida, Messi finalizou algumas vezes e distribuiu uma assistência para Neymar, após ver Suárez marcar mais dois, os culés venceram o Paris Saint-Germain por 3–1 em pleno Parc des Princes. No jogo de volta, finalizou quatro vezes mas passou em branco na vitória por 2–0 dos catalães sobre os parisienses dentro de casa. Realizou uma das atuações mais memoráveis de sua carreira no jogo de ida da semifinal contra o Bayern de Munique de Pep Guardiola, o jogo estava em 0–0 até os 30 minutos do segundo tempo, Messi marcou dois gols em um espaço de quatro minutos, no primeiro, finalizou repentinamente de fora da área e no segundo, aplicou um drible desconcertante em Boateng e encobriu Neuer com um toque sutil, ele ainda daria uma assistência para Neymar definir o placar nos acréscimos, sacramentando a vitória do Barcelona por 3–0 no Camp Nou. No jogo de volta, os bávaros derrotaram os catalães por 3–2, com Messi iniciando a jogada dos dois gols de Neymar, os catalães avançaram para a final em um placar agregado de 5–3. Na final contra a Juventus, Leo participou ativamente da partida, ele iniciou a jogada que culminaria no segundo e terceiro gol da equipe, o Barcelona acabou por vencer por 3–1, sagrando-se pentacampeão europeu, sendo este o quarto título continental do argentino.
Pelas quartas de final da Copa do Rei, marcou o único gol da vitória por 1–0 sobre o Atlético de Madrid dentro de casa, no jogo de volta, iniciou a jogada do primeiro gol da equipe na vitória por 3–2, sendo assim, os catalães avançaram para as semifinais. No jogo de ida, marcou o primeiro gol e iniciou a jogada do terceiro dos culés na vitória por 3–1 sobre o Villarreal, no jogo de volta, o argentino distribuiu uma assistência em outra vitória por 3–1 do Barcelona. Na final da Copa do Rei contra o Athletic Bilbao, Messi realizou uma das grandes atuações de sua carreira, ele foi autor de dois gols, sendo muito relevante para a conquista do título após uma vitória por 3–1. Contudo, a principal razão do porquê essa atuação é lembrada se deve a forma como marcou o primeiro gol, o argentino recebeu a bola próximo da linha do meio-campo, driblou três defensores em velocidade de uma só vez, invadiu a área, passou por outro defensor e finalizou no canto esquerdo, o tento concorreu ao Prêmio Puskás e foi apelidado de gol "maradoniano" pela imprensa espanhola, em referência ao ex-futebolista Diego Maradona.
Do ponto de vista individual, Messi foi vice artilheiro da liga espanhola, com 43 gols e foi o maior assistente do campeonato, com 18 passes para gol.

#### 2015–16: Quinta Bola de Ouro e mais títulos
Começou a temporada 2015–16 marcando dois gols de falta na épica vitória do Barcelona sobre o Sevilla por 5–4 na decisão da Supercopa da UEFA. Marcou também no segundo jogo da decisão da Supercopa da Espanha contra o Athletic Bilbao, que sagrou-se campeão da competição por haver vencido a primeira partida por 4–0. No dia 28 de agosto de 2015, recebeu o prêmio de Melhor Jogador da Europa da temporada passada, ficando a frente de Cristiano Ronaldo e Luis Suárez. Messi se lesionou num jogo contra o Las Palmas pelo Campeonato Espanhol, ficando dois meses sem jogar. O argentino não se lesionava desde 2013.
Messi voltou a jogar no dia 21 de novembro, recuperado da lesão, no clássico contra o Real Madrid realizado no Santiago Bernabéu, vencido pelo Barcelona por 4–0. Nessa partida, Messi jogou apenas o segundo tempo. Já no dia 20 de dezembro, marcou um gol na decisão da Copa do Mundo de Clubes da FIFA, no Japão, na vitória de sua equipe por 3–0 sobre o River Plate. No dia 9 de janeiro de 2016, pelo Campeonato Espanhol, Messi marcou um hat-trick na vitória do Barcelona por 4–0 sobre o Granada, fazendo o Barça voltar a liderança da Liga. Três dias antes o craque já havia marcado dois gols na goleada sobre o Espanyol por 4–1, pela Copa do Rei, no jogo de ida das oitavas de final.
No dia 11 de janeiro, Lionel Messi venceu a eleição de Melhor Jogador do Mundo por ter sido campeão de praticamente tudo no ano de 2015, e ainda vice-campeão da Copa América com a Argentina. Essa foi a quinta vez em sua carreira que Messi venceu a Bola de Ouro da FIFA; a última vez havia sido em 2012. Além disso, o argentino também fez parte do time ideal da FIFA de 2015, ao lado de seus companheiros Daniel Alves, Andrés Iniesta e Neymar. Messi ainda disputou o prêmio de gol mais bonito do ano no Prêmio Puskás, com seu golaço marcado na final da Copa do Rei da temporada passada contra o Athletic Bilbao, mas foi superado pelo brasileiro Wendell Lira.
No dia 3 de fevereiro, marcou três vezes na goleada de 7–0 sobre o Valencia pelo primeiro jogo da semifinal da Copa do Rei. Messi, Luis Suárez e Neymar deram um show e foram os grandes destaques da partida. O argentino marcou o terceiro gol do jogo, depois de passe de letra do brasileiro e "deixadinha" do uruguaio, após uma jogada iniciada por Andrés Iniesta ainda no primeiro tempo. Na segunda etapa ampliou a vantagem, fazendo boa jogada individual dentro da área, e finalizando no canto direito do goleiro. Minutos depois marcou o quinto da goleada, depois de vacilo do zagueiro adversário, Messi tomou a bola e chutou forte e rasteiro. Nessa mesma partida ainda sofreu um pênalti no fim da primeira etapa, desperdiçado por Neymar.
Ultrapassou a marca de 300 gols pela La Liga marcando duas vezes na vitória sobre o Sporting de Gijón por 3–1, isolando o Barça na liderança do campeonato, com seis pontos a mais que o vice-líder Atlético de Madrid. No dia 23 de fevereiro, Messi quebrou o incômodo tabu de nunca haver marcado um gol sequer no goleiro checo Petr Čech. O feito aconteceu no confronto contra o Arsenal no jogo de ida das oitavas de finais da Liga dos Campeões da UEFA, onde Messi marcou duas vezes na vitória do Barcelona por 2–0 em pleno Emirates Stadium. Quando Čech defendia o Chelsea, Messi o enfrentou em duas oportunidades: na semifinal da Liga dos Campeões de 2009 e na de 2012. Esta última foi a mais traumática já que o Barcelona acabou eliminado em pleno Camp Nou, e Messi ainda desperdiçou um pênalti. Em partida contra o Sevilla pelo Campeonato Espanhol Messi marcou um golaço de falta, empatando a partida em 1–1. Esse foi o sexto gol de falta de Lionel Messi nessa temporada, o que a torna a melhor temporada de Messi em relação as cobranças de falta. Uma curiosidade é que todas elas entraram no canto esquerdo do goleiro. No fim o Barcelona venceu por 2–1 e se isolou na liderança com oito pontos a frente do vice-líder Atlético de Madrid e doze do rival Real Madrid. Com a derrota por 2–0 para o Atlético de Madrid o Barcelona foi eliminado da Liga dos Campeões da UEFA. Messi encerou sua participação na competição com seis gols marcados em sete partidas disputadas. Messi ainda viria a conquistar os dois títulos nacionais: Campeonato Espanhol e a Copa do Rei, marcando um gol na vitória por 2–0 contra o Sevilla na final.

#### 2016–17: Quarta Chuteira de Ouro
Com um novo visual, com os cabelos completamente loiros, Lionel Messi destacou-se numa partida contra a Sampdoria no Camp Nou pelo Taça Juan Gamper. Logo no início do jogo o argentino deu uma passe genial de bicicleta para o uruguaio Luis Suárez abrir o placar. Depois Messi faria dois gols, o primeiro após driblar o goleiro, e o segundo acertando uma bela cobrança de falta, ajudando o Barça a vencer a partida por 3–2. Fez mais dois na estreia pela La Liga, ajudando o Barça a golear o Betis por 6–2 no Camp Nou. Na quarta rodada do campeonato, marcou dois gols e distribuiu uma assistência, ajudando na vitória sobre o Leganés por 5–1 pelo Campeonato Espanhol. No dia 10 de dezembro, fez mais dois na vitória por 3–0 contra o Osasuna na La Liga. Já no dia 18 de dezembro, destacou-se contra o Espanyol na goleada por 4–1 contra o rival também catalão. Leo fez um gol e ainda realizou duas ótimas jogadas individuais que acabaram em gols de Luis Suárez e Jordi Alba. Em seguida Messi voltou a ser decisivo, agora contra o Atlético de Madrid: o argentino marcou um gol nos minutos finais da partida, garantindo assim a vitória do clube catalão por 2–1 sobre os Colchoneros.
No dia 4 de março, destacou-se na goleada de 5–0 sobre o Celta de Vigo em partida válida pelo Campeonato Espanhol, tendo feito dois gols em jogadas individuais e ainda participado de outros dois gols, dando assistência para o gol de Umtiti e iniciando a jogada do gol marcado por Ivan Rakitić, as participações do atacante foram muito relevantes já que o Barcelona recuperou a liderança do campeonato após a vitória. Em 23 de abril, ainda pelo Campeonato Espanhol, realizou uma das melhores e mais marcantes atuações na carreira, após Casemiro abrir o placar para o Real Madrid, Messi, com algodão na boca após sangrar devido a uma cotovelada de Marcelo, driblou Daniel Carvajal e marcou para os catalães, com Ivan Rakitić e James Rodríguez igualando os marcadores para ambos os lados e após sofrer diversas faltas ao longo do jogo, o argentino recebeu passe de Jordi Alba e marcou nos acréscimos do segundo tempo, proporcionando a virada, ele chegou a 500 gols com a camisa do Barcelona. Após marcar o gol decisivo, o futebolista realizou uma comemoração emblemática ao tirar sua camisa e mostrá-la com o número 10 virado em frente à torcida madridista em pleno Santiago Bernabéu.
Na estreia dos catalães pela Liga dos Campeões, Messi marcou um hat-trick na goleada sobre o Celtic por 7–0 dentro de casa. Com os três tentos, ele superou Alfredo Di Stéfano como o argentino mais goleador da história e superou o número de hat-tricks de Ferenc Puskás e Cristiano Ronaldo na competição, tornando-se o jogador que mais vezes marcou hat-tricks na Champions. Marcou outro hat-trick no dia 19 de outubro, dessa vez na goleada por 4–0 contra o Manchester City, tornando-se o maior artilheiro do torneio em jogos dentro de casa, com 50 gols à época. Marcou na derrota por 3–1 para os citizens e tornou-se o jogador com mais gols na fase de grupos da Liga dos Campeões, superando o recorde de Raúl González. La Pulga ainda fez dois gols na fase de grupos, sendo essencial para a classificação para as oitavas com o Barça líder do grupo, na vitória por 2–0 no jogo de ida contra os escoceses. Pelas oitavas de final, Messi foi bem marcado e teve uma atuação apagada no jogo de ida contra o Paris Saint-Germain, os parisienses aparentavam ter encaminhado a classificação ao golearem por 4–0 no Parc des Princes, igualando a maior derrota em taças internacionais da carreira de Leo. No jogo de volta, ocorreu uma das maiores viradas da história da Liga dos Campeões, Messi marcou um dos gols e ajudou na vitória por 6–1 no Camp Nou, a mesma contou com grande atuação de Neymar, sendo assim, o Barcelona avançou para as quartas com o placar agregado em 6–5 para os blaugranas. O jogo também ficou marcado por uma das fotos mais emblemáticas da carreira do apelidado Et, a foto tirada por Santiago Garcés mostra o futebolista comemorando com a torcida após o último gol da equipe. Nas quartas de finais, o jogo de ida contou com grande atuação do goleiro Gianluigi Buffon e terminou em vitória da Juventus por 3–0. O jogo de volta foi marcado por uma ótima atuação defensiva dos italianos e terminou em 0 a 0 na Catalunha, o Barcelona foi eliminado nas quartas pela segunda vez consecutiva.
Encerrou a temporada, ao todo, com 54 gols marcados em 52 partidas disputadas, temporada que não foi muito promissora para o clube catalão que pôde comemorar apenas a conquista do tricampeonato da Copa do Rei após bater o Alavés na decisão. Do ponto de vista individual, Leo foi o artilheiro da Liga Espanhola com 37 gols, superando o companheiro Luis Suárez e o português Cristiano Ronaldo,[carece de fontes?] por esses gols, venceu sua quarta Chuteira de Ouro da UEFA após o fim da temporada, igualando-se ao recordista Cristiano Ronaldo, recorde esse que o próprio Messi ultrapassaria ao ganhar a sua sexta em 2019. O argentino também foi selecionado para FIFPro World XI, a equipe do ano eleita pelo comitê da Federação Internacional de Jogadores Profissionais de Futebol, para a Equipe do Ano da UEFA, eleita pela União das Associações Europeias de Futebol e foi eleito o segundo melhor jogador do mundo, superando o brasileiro Neymar por quase o dobro de pontos dele e ficando atrás de Cristiano Ronaldo na disputa pela Ballon D'Or, o resultado também se repetiu no FIFA The Best.

#### 2017–18: Doblete nacional e quinta Chuteira de Ouro
Em 5 de julho de 2017, renovou seu contrato com o Barcelona até 2021. Em sua primeira partida oficial na temporada, marcou o único gol do Barcelona, na derrota por 3–1 para o Real Madrid, no Camp Nou, pela partida de ida da Supercopa da Espanha. Pela segunda rodada da La Liga de 2017–18, perdeu um pênalti, mas marcou os dois gols da vitória sobre o Alavés por 2–0. Na rodada seguinte, no clássico contra o Espanyol, marcou seu primeiro hat trick na temporada, na vitória por 5–0. Em 19 de setembro, marcou quatro gols na goleada sobre o Eibar por 6–1. Em 4 de novembro, em partida contra o Sevilla, completou 600 jogos com a camisa do Barcelona, passando em branco na vitória por 2–0.
Na primeira rodada da fase de grupos da Liga dos Campeões, contra a Juventus, no Camp Nou, fez dois gols e distribuiu uma assistência na vitória por 3–0, sendo também a primeira vez que marcou gols em Gianluigi Buffon, o jogo proporcionou a vingança do clube já que os italianos os haviam eliminado na temporada anterior. Pela terceira rodada, marcou o seu 100.º gol em competições da UEFA e distribuiu uma assistência na vitória por 3–1 sobre o Olympiacos. Já pela fase decisiva, no jogo de ida das oitavas de final, Messi marcou o gol do empate fora de casa contra o Chelsea, ajudando o Barça a sair de Londres com a vantagem de se classificar para as quartas de final com uma vitória simples no Camp Nou, o tento marcou o primeiro gol que o argentino realizou contra os Blues, equipe que o havia eliminado em 2012. No jogo da volta, disputado em 14 de março, o camisa 10 culé teve uma ótima atuação, marcando dois gols e dando assistência para o gol de Ousmane Dembélé depois de ter feito uma linda jogada individual, a partida acabou com placar de 3–0 para os blaugranas, além de ser essencial para a classificação, Leo marcou o seu centésimo gol na Liga dos Campeões naquela partida. No jogo de ida das quartas, o Barcelona goleou a Roma por 4–1, em jogo que contou com dois gols contra da defesa italiana, sendo uma das jogadas desses gols iniciada por Messi. O Barcelona, surpreendentemente, foi eliminado pela Roma no jogo de volta em uma das maiores viradas da história da competição, os donos da casa venceram por 3–0 no Estádio Olímpico, a partida contou com muita pressão da equipe e sua torcida, além de uma ótima atuação defensiva dos zagueiros e do goleiro Alisson.
Pela La Liga de 2017–18, o Barcelona foi campeão pela 25ª vez do torneio, sendo o campeão com mais rodadas de antecedência da competição da história. Messi foi mais uma vez, o destaque da temporada, La Pulga foi artilheiro isolado do campeonato com 34 gols. Barcelona quase foi campeão invicto da competição, perdeu apenas uma vez, e na penúltima rodada.
Messi e Barcelona também foram campeões da Copa do Rei de 2017–18 e venceram a final contra o Sevilla por 5–0. Meses após o fim da temporada, o atacante do Barcelona foi apontado como o melhor jogador da La Liga de 2017–18 em premiação organizada pelo jornal Marca, ele recebeu o troféu em cerimônia de gala realizada na capital da Catalunha. Além disso, o futebolista também foi homenageado por ter sido o artilheiro da competição, com 34 gols.

#### 2018–19: Capitão do Barcelona e sexta Chuteira de Ouro

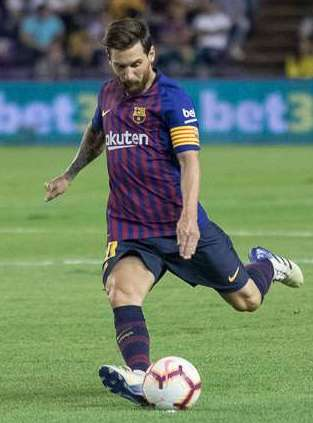
Messi cobrando falta contra o Real Valladolid em 2018

Com a saída do então capitão Andrés Iniesta em maio de 2018, Messi foi nomeado o novo capitão da equipe na temporada seguinte. Em 12 de agosto de 2018, ele conquistou seu primeiro título como capitão do Barcelona, a Supercopa de Espanha de 2018, após uma vitória por 2–1 sobre o Sevilla; com seu 33º título para o clube, ele também se tornou o jogador com mais títulos da história do time. Em 19 de agosto de 2018, Messi balançou as redes duas vezes na vitória por 3–0 sobre o Alavés em seu primeiro jogo pela La Liga da temporada. Messi voltou a marcar na terceira rodada da La Liga, na goleada contra o Huesca por 8–2, onde o atacante fez dois gols. Ele também marcou contra o Girona, pelo Campeonato Espanhol, no empate de 2–2. Já no dia 7 de outubro, em jogo realizado no Estádio de Mestalla, La Pulga ainda marcou contra o Valencia e o Barça empatou em 1–1.
No jogo contra o então líder Sevilla, Messi fez um gol e deu uma assistência nos primeiros 15 minutos, o Barcelona venceu por 4–2 e assumiu liderança do Campeonato Espanhol. Porém, na mesma partida, o atacante sofreu uma fratura do rádio do braço direito. No comunicado médico após o jogo, foi constatado que o capitão do Barça ficaria em recuperação por um tempo aproximado de três semanas; o craque perdeu alguns jogos da La Liga, entre eles o primeiro El Clássico da temporada. Os catalães venceram o Real Madrid por 5–1, sem Messi, num jogo importante para se consolidarem cada vez mais no campeonato. Nessa partida, seu companheiro de ataque Luis Suárez marcou três gols e Leo assistiu o jogo acompanhado de seu filho mais velho, Thiago Messi, de cinco anos. Messi voltou a jogar no dia 11 de novembro de 2018, em partida contra o Betis, no Camp Nou, o Barcelona perdeu por 4–3 com dois gols de Messi em sua volta, foi o primeiro jogo que o Barcelona perdeu em casa naquele campeonato. Marcou seu 566.º gol pelo Barcelona na partida e superou o recorde de Gerd Müller, tornando-se o segundo jogador que mais marcou com a camisa de um clube, ficando atrás apenas do Pelé, que tem 643 gols.
Após a surpreendente derrota para o Betis, o Barcelona voltou a jogar contra o Atlético de Madrid, no Wanda Metropolitano, Diego Costa abriu o placar e colocou os donos da casa em vantagem, contudo, Messi, deu uma assistência para Ousmane Dembélé que fez o gol aos 90 minutos, a equipe vinha perdendo a liderança, mas, ao final empatou e continuou como líder após o jogo. O argentino distribuiu uma assistência para Carles Aleña marcar o segundo gol da vitória por 2–0 sobre o Villarreal, sendo importante para o clube assumir a liderança novamente. Ele participou do clássico local conhecido como El Derbi Barceloní, onde os dois grandes times de Barcelona se enfrentam: Barcelona e Espanyol, o jogo aconteceu no estádio RCDE Stadium, o Barça venceu por 4–0, com dois gols e uma assistência de Messi. Após o jogo, o Barcelona continuou líder, aumentando a vantagem para 3 pontos do segundo colocado Sevilla. O Barcelona enfrentou o Levante precisando vencer para continuarem como líderes do campeonato, jogando fora de casa, os catalães venceram por 5–0 com um hat-trick e duas assistências do camisa 10, sendo assim, continuaram como líderes. Em seu último jogo no ano de 2018, Messi marcou contra o Celta de Vigo na vitória culé por 2–0. Messi no ano de 2018 marcou 51 gols e deu 26 assistências.

Messi em seu primeiro jogo no ano de 2019 contra o Getafe no dia 6 de janeiro de 2019, no estádio Coliseum Alfonso Pérez, fez um gol e o Barcelona venceu por 2–1. Após o jogo, o Barça abriu uma vantagem de 5 pontos para o segundo colocado. Messi voltou a jogar no dia 13 de janeiro de 2019, contra o Eibar, no Camp Nou, pela La Liga. Ele fez um gol na vitória por 3–0 do Barça, os outros dois gols foram de Luis Suárez. Esse jogo foi muito importante para a carreira de Leo porque foi o jogo em que ele fez o 400.º gol pelo Campeonato Espanhol, sendo o maior artilheiro isolado, na época com 89 gols a mais que o 2.º colocado, Cristiano Ronaldo, que tem 311 gols. Messi jogou pela primeira vez na Copa do Rei no dia 17 de janeiro de 2019, no jogo de volta das oitavas de final contra o Levante. O Barcelona perdeu o jogo de ida por 2–1, jogo onde Messi não participou. Com o futebolista em campo, o Barça ganhou o jogo de volta por 3–0 no Camp Nou, jogo onde ele fez um gol e deu duas assistências para Dembélé, que fez dois gols na partida. No dia 20 de janeiro de 2019, Messi jogou contra o Leganés, no Camp Nou, onde seu time ganhou por 3–1, ele foi escalado como reserva e entrou no segundo tempo quando o jogo estava 1–1. Luis Suárez fez o 2–1 em jogada inciada pelo argentino e o 3–1 veio quando Messi marcou no fim da partida após uma tabela com Jordi Alba, sendo decisivo para o time se manter na liderança. Ele jogou contra o Girona, no Estádio Montlivi, marcando um gol na vitória por 2–0 para o Barça. Messi voltou a jogar pela Copa do Rei no dia 30 de janeiro de 2019, em um jogo dramático dentro de casa pela partida de volta das quartas de final, contra o Sevilla, o Barça tinha perdido o jogo de ida por 2–0, jogo onde Messi foi poupado, dessa vez, Leo foi escalado. Ele sofreu um pênalti no início e cedeu a cobrança a Philippe Coutinho, que estava em má fase, mas converteu, deu assistência para Sergi Roberto e aos 67 minutos e marcou o último gol da partida, com uma boa atuação coletiva, a equipe goleou por 6–1 com Messi participando de metade dos gols, sendo assim, eles avançaram para as semifinais. O argentino marcou dois gols no empate por 2–2 contra o Valencia, a equipe se manteve na liderança mas com a ameaça da aproximação do Atlético. Messi jogou seu primeiro El Clássico da temporada pela Copa deo Rei, no jogo de ida das semifinais do torneio, o jogo terminou empatado em 1–1. Messi marcou de pênalti e foi essencial para a vitória de sua equipe por 1–0 sobre o Valladolid, no Camp Nou.

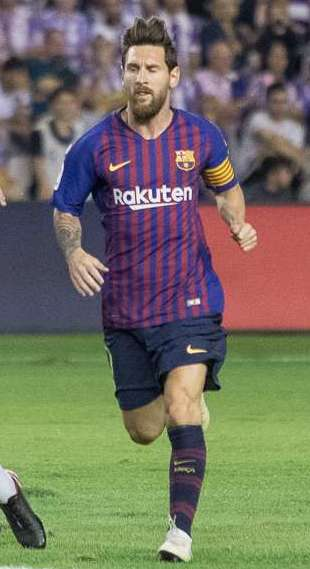
Lionel Messi pela temporada 2018–19

Pela fase de grupos da Liga dos Campeões, Messi marcou seu primeiro hat-trick na temporada na estreia catalã contra o PSV Eindhoven, o Barcelona venceu por 4–0. Jogando fora de casa na segunda rodada, o argentino marcou dois gols contra o Tottenham na vitória blaugrana por 4–2. Após ficar de fora de algumas partidas por lesão, retornou na quinta rodada na vitória por 2–1 sobre o PSV, marcando um gol e distribuindo uma assistência para Piqué. Pela fase decisiva, participou da partida de ida das oitavas de final contra o Lyon, no estádio Parc Olympique Lyonnais, na França. A partida terminou em 0–0. Pelo jogo de volta, Messi foi decisivo e ajudou o Barça com dois gols e duas assistências, os catalães golearam os franceses por 5–1. No jogo de ida das quartas de final, o Barcelona venceu o Manchester United por 1–0 no Old Trafford, o camisa 10 iniciou a jogada que culminou no gol contra de Luke Shaw. No jogo de volta, o argentino marcou duas vezes na vitória por 3–0 dentro de casa, os blaugranas avançaram para as semifinais com placar agregado de 4–0. Messi balançou as redes duas vezes sobre o Liverpool pelo jogo de ida, ajudando o clube a vencer por 3–0, sendo um deles um gol de falta improvável no ângulo do goleiro Alisson; este gol foi o de número 600 com a camisa do Barcelona, o tento foi eleito o gol da temporada da UEFA. Apesar da grande vitória por 3–0 no jogo de ida, o Barcelona perdeu o jogo de volta por 4–0 e foi eliminado no Anfield em uma das grandes viradas da história do torneio.
Jogando no Estádio Ramón Sánchez Pizjuán, o time catalão venceu o Sevilla no dia 23 de fevereiro em uma virada por 4–2, Messi marcou seu 50.° hat-trick na carreira e deu uma assistência para Luis Suárez fazer o quarto gol. Participando de todos os gols da equipe, ele foi essencial para a consolidação do Barcelona na liderança, os culés conseguiram uma vantagem de 10 pontos a mais que o segundo colocado: Atlético de Madrid. No jogo de volta das semifinais da Copa do Rei, o Barcelona enfrentou o Real Madrid no estádio Santiago Bernabéu, precisando de uma vitória após empatar por 1–1 dentro de casa. Messi não participou diretamente dos gols da equipe mas os culés venceram por 3–0 e avançaram para a final da competição. Quatro dias depois, o El Clássico novamente ocorreu no Santiago Bernabéu, o Barcelona venceu novamente, dessa vez pela La Liga, agora por 1–0, com gol de Ivan Rakitić. Messi, no dia 9 de março, marcou um tento e ajudou o Barcelona a vencer o Rayo Vallecano por 3–1 pelo Campeonato Espanhol. Pela La Liga, contra o Real Betis, Messi marcou um hat-trick e deu uma assistência para Suárez, o time ganhou por 4–1. Messi foi eleito o Man of the Match. No clássico catalão pela La Liga o Barcelona enfrentou o Espanyol e ganhou por 2–0. Messi marcou os dois únicos gols da partida e foi o melhor em campo. Contra o Villarreal, Leo marcou um gol de falta no empate por 4–4, ele entrou no segundo tempo quando o Barça vinha perdendo de 4–2. Em um jogo decisivo pela La Liga contra o Atlético de Madrid, jogando dentro de casa, o camisa 10 marcou um gol na vitória por 2–0, ajudando a equipe a abrir vantagem de 11 pontos para o Atlético (segundo colocado). No dia 27 de abril, o futebolista conquistou com o Barcelona sua 10° La Liga (26° do clube), sendo a sua primeira como o capitão da equipe, contra o Levante em pleno Camp Nou. O jogo foi 1–0 e o gol do título foi de Messi, que entrou no segundo tempo. Em seu último jogo pela La Liga na temporada, já campeão, Messi marcou dois gols contra o Eibar no empate por 2–2.
Após a decepcionante semifinal da Liga dos Campeões contra o Liverpool, na qual o time foi eliminado em uma virada, gerando decepção dos torcedores e indignação da mídia. O clube teve a oportunidade de fechar a temporada com o título da Copa do Rei, contudo, foram derrotados pelo Valencia por 2–1 e gerou ainda mais indignação por parte dos torcedores e da mídia, um jornal catalão ainda criticou o Barça dizendo: "Messi está sozinho". O problema foi tão grande que gerou várias especulações da suposta saída do até então técnico Ernesto Valverde. Apesar do final de temporada decepcionante, Messi fez uma das melhores temporadas de sua carreira, ele foi campeão e artilheiro da La Liga com 36 gols e líder de assistências com 15 assistências. Leo também foi artilheiro da Liga dos Campeões com 12 gols. O argentino também superou mais alguns recordes de sua carreira e no total, ao final da temporada, ele fez 51 gols e 22 assistências em 50 jogos,[carece de fontes?] o que garantiu sua sexta Chuteira de Ouro.

#### 2019–20: Sexta Bola de Ouro
Em agosto de 2019, Messi sofreu uma lesão na panturrilha direita e ficou afastado da pré-temporada e do inicio de temporada do Barcelona, voltando aos treinos apenas em setembro. Em 2 de setembro, o futebolista foi selecionado como um dos três finalistas do Prêmio FIFA Puskás de 2019 e do Prêmio Melhor Jogador Masculino da FIFA de 2019, com Messi vencendo o último pela sexta vez em 23 de setembro.
Sua primeira partida como titular pela temporada foi pela La Liga, na vitória contra o Villarreal por 2–1. Messi deu uma assistência para o gol de Griezmann, mas saiu da partida no inicio do segundo tempo por dor na coxa esquerda. Em 6 de outubro, o argentino fez seu primeiro gol pela temporada, de falta, contra o Sevilla, partida em que o Barcelona ganhou por 4–0 No dia 19 de outubro, marcou seu segundo gol na temporada, contra o Eibar, onde o Barcelona venceu por 3–0. Foi a primeira vez que o trio Messi, Suárez e Griezmann jogaram 90 minutos juntos, com todos eles marcando seus respectivos gols. Em 29 de outubro, Leo fez 2 gols e deu 2 assistências contra o Real Valladolid, em uma partida que o Barcelona ganhou por 5–1. Ele fez seu primeiro hat-trick na temporada no dia 9 de novembro, contra o Celta de Vigo, pelo Campeonato Espanhol, numa partida em que o Barcelona ganhou por 4–1. Em jogo importante contra o Atlético de Madrid, pela La Liga, o atacante marcou o gol da vitória do Barcelona por 1–0 nos minutos finais. Em 2 de dezembro, Lionel Messi ganhou sua 6º Bola de Ouro e se tornou o maior vencedor do prêmio. No dia 7 de dezembro, após receber seu prêmio, Leo marcou seu segundo hat-trick na temporada, contra o Mallorca, partida em que Barcelona ganhou 5–2. Pelo último El Clássico da década, Messi não marcou e o Barcelona empatou em 0–0 contra o Real Madrid, empate sem gols que não acontecia á 17 anos. Pela última partida do ano de 2019, marcou contra o Aláves, jogo em que o Barça ganhou por 4–1. Messi terminou o ano com 50 gols, sendo esta a sexta vez consecutiva que terminou um ano com 50 gols ou mais.
Messi marcou seu primeiro gol no ano de 2020, em 09 de janeiro, na partida contra o Atlético de Madrid, pelas semifinais da Supercopa da Espanha de 2019–20, onde o Barcelona foi eliminado, perdendo por 3–2, gerando muito indignação da torcida com o time e com o então treinador Ernesto Valverde, que foi demitido em 13 de janeiro e substituído por Quique Setién. Pela sua primeira partida no comando do novo treinador, contra o Granada, em 19 de janeiro, Leo marcou o único gol da vitória de um 1–0. Ele voltou a marcar em 30 de janeiro, marcando dois gols da vitória de 5–0 sobre o Leganés pela sua primeira partida na Copa do Rei, sendo esta vitória sua 500.º pelo Barcelona. Em 2 de fevereiro, Messi deu duas assistências para os dois gols do jovem Ansu Fati, na partida contra o Levante, pela La Liga, em que o Barcelona ganhou por 2–1. Após o Barça ser eliminado pelo Athletic Bilbao, nas quartas-de-finais da Copa do Rei, Messi e Barcelona voltaram a jogar no dia 9 de fevereiro pela La Liga, contra o Real Betis, no Estádio Benito Villamarín. Foi muito ativo no jogo, participando de todos os gols de seu time ao distribuir três assistências na vitória do Barça por 3–2. Em 17 de fevereiro, Messi fez história ao ser o primeiro jogador de futebol a receber o Prêmio Laureus de atleta do ano (2020). Mesmo não estando presente na cerimonia em Berlim, Leo agradeceu pelo prêmio nas redes sociais. OO argentino voltou a marcar apenas em 22 de fevereiro, quando marcou quatro gols na vitória do Barcelona por 5–0 sobre o Eibar, encerrando o jejum de quatro jogos sem marcar que não acontecia há seis anos e ao final da partida foi eleito o King of the Match. Pelo primeiro El Clássico da década, Messi teve uma atuação discreta e o Barcelona perdeu para o Real Madrid por 2–0, no Santiago Bernabéu. Leo voltou a marcar apenas no dia 8 de março, na vitória contra a Real Sociedad por 1–0, gol de pênalti aos 81 minutos.
Após três meses sem jogos devido à pandemia de COVID-19, o Barcelona voltou aos jogos em 13 de junho contra o Mallorca. Em sua volta, La Pulga marcou um gol e deu duas assistências no Estadi de Son Moix, sendo esse o seu 20° gol na La Liga, estabelecendo o recorde de o único jogador da história da La Liga a marcar 20 gols, ou mais, em 12 temporadas consecutivas. O Barça venceu a partida por 4–0. Após três meses sem jogos no Camp Nou, Barça venceu o Leganés por 2–0, com Leo marcando o segundo gol, de pênalti. Messi foi fundamental para a vitória catalã ao distribuir uma assistência para Ivan Rakitić na vitória por 1–0 contra o Athletic Bilbao, no dia 23 de junho. Em 27 de junho, contra o Celta de Vigo, não marcou novamente, mas distribuiu duas assistências para gols de Luis Suárez, no empate em 2–2, mostrando a constante dependência do atacante por parte do clube catalão. O argentino marcou seu gol de número 700.º na carreira, no empate de 2–2 contra o Atlético de Madrid no dia 30 de junho. Distribuiu uma assistência para Arturo Vidal na vitória por 1–0 dos culés sobre o Real Valladolid; com o passe, o atacante se tornou o primeiro desde Thierry Henry a superar a marca de vinte gols e vinte assistências em uma temporada nas cinco principais ligas do mundo. Na última rodada do campeonato, marcou dois gols e distribuiu uma assistência na goleada por 5–0 sobre o Alavés. Sendo assim, superou Xavi como o maior assistente de uma única temporada no Campeonato Espanhol e também alcançou a artilharia da edição, vencendo o Troféu Pichichi pela sétima vez na carreira. Ao fazê-lo, quebrou o recorde de Telmo Zarra e se tornou o jogador com mais artilharias na competição e igualou-se a Gerd Müller como o jogador com mais artilharias dentro das cinco principais ligas do continente.
Pela fase de grupos da Liga dos Campeões da UEFA, Messi fez sua primeira partida na temporada em 17 de setembro, saindo do banco no segundo tempo no empate por 0–0 contra o Borussia Dortmund no Signal Iduna Park, sendo este o primeiro jogo do clube pela competição continental na temporada. Em seu primeiro jogo completo na temporada, o argentino distribuiu uma assistência para Suárez na vitória catalã por 2–1 contra a Internazionale. La Pulga Atómica fez seu primeiro gol pela Liga dos Campeões na temporada contra o Slavia Praha, onde seu time ganhou por 2–1. Em sua 700.º partida pelo Barcelona, Messi marcou um gol e distribuiu duas assistências na partida em que o Barça ganhou por 3–1 do Borussia Dortmund, participando de todos os gols da equipe, o time se classificou para as oitavas-de-finais da competição. Pela fase decisiva, participou da jogada que culminou no gol dos culés no empate por 1–1 contra o Napoli no Estádio San Paolo. No jogo de volta, sofreu uma penalidade convertida por Suárez, teve um gol anulado pelo árbitro de vídeo e, mesmo cercado por três marcadores, marcou em uma oportunidade, o Barcelona venceu por 3–1 e avançou para as quartas de final. A UEFA determinou que as quartas de final, semifinais e final seriam disputadas em Portugal em jogos únicos devido à pandemia de COVID-19. Assim, os jogadores do clube catalão viajaram para disputar a fase seguinte. Pelo jogo único das quartas de final, o argentino sofreu a maior derrota de sua carreira, criou algumas chances mas teve uma atuação apagada perante o jogo coletivo do Bayern de Munique, tocando poucas vezes na bola principalmente devido ao domínio dos alemães no meio-campo, tendo estes goleado por 8–2 e avançaram para as semifinais com uma grande atuação de Thomas Müller, duras críticas a escalação do técnico Quique Setién e aos defensores catalães. Pouco depois, o Barcelona demitiu Quique Setién e o diretor esportivo Éric Abidal.

#### Agosto de 2020: Desejo de sair do Barcelona
“Eu não estava feliz e queria ir embora. Isso não me foi permitido de forma alguma então ficarei no clube para não entrar na justiça. A gestão do clube liderada por Bartomeu é um desastre. Meu amor pelo Barça nunca mudará. "

– Messi fala sobre sua decisão de ficar no Barcelona em uma entrevista para Goal em 4 de setembro de 2020.
Após a crescente insatisfação de Messi com a direção do Barcelona dentro e fora de campo, o clube anunciou que o argentino havia enviado ao clube "um documento expressando seu desejo de sair" em 25 de agosto de 2020. O anúncio do clube atraiu resposta significativa da mídia, do presidente catalão Quim Torra, incluindo de atuais e ex-companheiros de equipe, que apoiaram a decisão de Messi. Em 26 de agosto, o diretor esportivo do Barcelona, Ramon Planes, declarou que o desejo do clube era de "construir uma equipe em torno do jogador mais importante do mundo", e afirmou que Messi só poderia sair se algum clube pagasse sua cláusula rescisória de € 700 milhões; contudo uma cláusula de seu contrato, que o permitiria sair do clube de graça, só poderia ser exercida se ele tivesse comunicado a sua decisão ao Barcelona até 31 de maio de 2020, embora os representantes do jogador tenham argumentado que o prazo final deveria ser definido para 31 de agosto, devido à finalização tardia da temporada 2019–20 causada pelas complicações da COVID-19. Em 30 de agosto, La Liga emitiu um comunicado afirmando que o contrato e a clausula rescisória de Messi ainda estavam ativas.
Em 4 de setembro, Jorge Messi, empresário e pai de Lionel, divulgou um comunicado em resposta à La Liga alegando que a cláusula de rescisão "não é válida quando a rescisão do contrato é por decisão unilateral do jogador no final da temporada de 2019–20", conforme estabelecido no contrato de Messi com o Barcelona; momentos depois, La Liga emitiu uma resposta reiterando sua declaração de 30 de agosto. Mais tarde naquela noite, Messi anunciou em uma entrevista para o Goal que ele continuaria no Barcelona até o final de seu contrato. Na entrevista, Messi afirmou ter informado o Barcelona várias vezes sobre seu desejo de sair e que o presidente do clube, Josep Bartomeu, lhe deu a palavra de que ele poderia decidir no final de cada temporada se queria ou não sair, palavra que ele não cumpriu. Isso deixou Messi com duas opções: ficar ou ir à justiça contra o clube, com o jogador dizendo "Eu nunca iria ao tribunal contra o clube da minha vida".

#### 2020–21: Mais gols marcados por um clube e mais partidas pelo Barcelona
Em 27 de setembro de 2020, pelo primeiro jogo da temporada, Messi marcou um gol de pênalti na vitória por 4–0, em casa, contra o Villarreal, pela estreia da La Liga. Dois dias antes da partida, havia novamente criticado o clube, desta vez pela forma como Luis Suárez saiu, afirmando: "a esta altura nada mais me surpreende". Em 20 de outubro, Messi marcou um pênalti e deu uma assistência para o quinto gol na vitória por 5–1, em casa, contra o Ferencváros, pela estreia da Liga dos Campeões, tornando-se o primeiro jogador na história a marcar em 16 temporadas consecutivas pela Liga dos Campeões. Em 25 de novembro, Leo foi um dos 11 indicados para o prêmio de Melhor Jogador do Mundo no The Best FIFA Football Awards 2020, mais tarde sendo selecionado como um dos três finalistas. Em 29 de novembro, Messi marcou o quarto gol de seu clube, na vitória por 4–0, em casa, sobre o Osasuna. Após marcar, prestou homenagem ao compatriota Diego Maradona, que havia falecido quatro dias antes, ao revelar um camisa de um de seus clubes Newell's Old Boys, e erguer as duas mãos para o céu. A camisa tinha o número 10 e era uma réplica da mesma que Maradona usou durante sua passagem pelo clube em 1993. Em 17 de dezembro, Messi ficou na terceira posição no prêmio de Melhor Jogador do Mundo da FIFA, atrás de Cristiano Ronaldo e Robert Lewandowski, com o último ganhando o prêmio, e foi incluído na Seleção da FIFA, chamada de World XI, pelo 14º ano consecutivo.
Em 23 de dezembro, Messi marcou seu 644º gol pelo Barcelona contra o Real Valladolid, fora de casa, pela La Liga e superou o recorde de Pelé pelo Santos de o jogador que mais marcou gols por um único clube, contando apenas gols oficiais. O próprio Pelé o parabenizou nas redes sociais, dizendo: "...Assim como você, eu sei o que é amar usar a mesma camisa todos os dias. Assim como você, sei que não existe nada melhor que o lugar que a gente se sente em casa. Parabéns pelo seu recorde histórico, Lionel. Mas acima de tudo, parabéns pela sua linda carreira no Barcelona..." Para comemorar sua conquista, a Budweiser enviou garrafas de cerveja personalizadas para todos os goleiros contra quem Messi marcou gols. Em 17 de janeiro de 2021, ele foi expulso pela primeira vez na carreira com a camisa do Barcelona por conduta violenta (bateu na cabeça de Asier Villalibre, não percebido inicialmente pelo árbitro, mas revisada via VAR) nos minutos finais da prorrogação da final da Supercopa da Espanha de 2020–21, na qual o Barça perdeu por 3–2 para o Athletic de Bilbao. Em 21 de fevereiro, ele bateu o recorde de Xavi de mais partidas jogadas pela La Liga, com sua 506º partida contra o Cádiz, na qual ele marcou um pênalti no empate, em casa, por 1–1. Em 10 de março, Messi marcou um gol a 32 metros do gol e mais tarde teve um pênalti defendido no empate por 1–1 contra o Paris Saint-Germain no Parc des Princes, pela rodada de volta das oitavas-de-final da Liga dos Campeões, com o Barcelona sendo eliminado nesta fase pela primeira vez em 14 anos por um placar agregado de 5–2, após ter perdido por 4–1 em casa, em 16 de fevereiro.
Em 15 de março, contra o Huesca, em casa, pela La Liga, Leo igualou o recorde de Xavi demais partidas jogadas pelo Barcelona, marcando dois gols no jogo que foi vencido pelos culés por 4–1. O recorde foi quebrado na rodada seguinte, em 21 de março, na vitória por 6–1, fora de casa, diante do Real Sociedad, onde o jogador completou 768 atuações pelo clube, marcando dois gols.

#### Saída do Barcelona
No dia 5 de agosto de 2021, o Barcelona anunciou em comunicado oficial que o jogador não seguiria no clube. Ao todo, Messi atuou por 17 temporadas e fez 672 gols em 778 jogos.

### Paris Saint-Germain

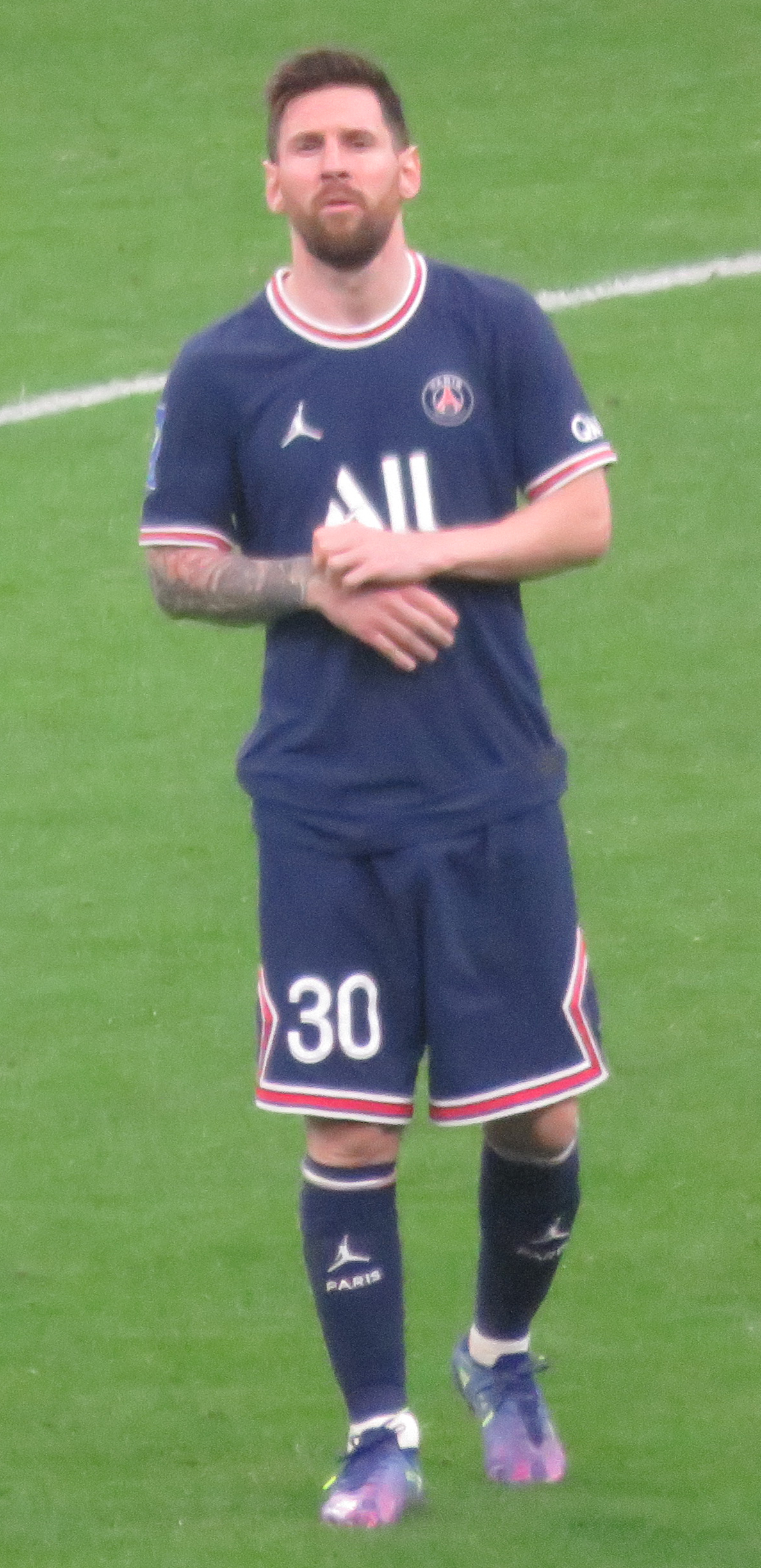
Messi com o Paris Saint-Germain em 2021

Após mais de uma semana de especulações, Messi foi anunciado oficialmente pelo PSG no dia 10 de agosto. O argentino assinou contrato até o final de 2023, com opção de renovação por mais uma temporada.
| “                                       | Não deixo para trás tudo que vivi no Barcelona, tudo não some de um dia para o outro. Mas estou muito feliz por estar aqui, começar essa nova etapa. E agradeço à minha família por estar comigo. A minha semana foi de altos e baixos, muitos sentimentos. A gente foi assimilando isso da maneira possível. | ” |
| — Lionel Messi, em entrevista coletiva. | |   |

Em sua primeira temporada Messi demorou a se adaptar ao PSG. Assim anotando apenas nove gols, o menor número desde suas primeiras temporadas como jogador profissional, em 2005/06. Com 13 assistências, somou 22 participações diretas em gols, seu pior desempenho em 14 anos. Não conseguiu o tão sonhado título da Champions League parou nas oitavas de final, contudo conseguiu vencer o Campeonato Francês.

#### 2022-23
No dia 14 de janeiro de 2023, Messi foi um dos anunciados pela FIFA como concorrente ao prêmio de melhor jogador do mundo, o The Best 2022.
A Fifa anunciou em 10 de fevereiro de 2023, os três finalistas para o prêmio The Best 2023, com Messi entre estes. O vencedor será revelado no dia 27 de fevereiro, quando se realizará a cerimônia de entrega do troféu.
Lionel Messi terminou a temporada com 41 jogos pelo PSG, em todas as competições. Ele marcou 21 gols e deu 20 assistências. Analisando só os números no Campeonato Francês, foram 32 partidas (todas como titular), 16 gols marcados e mais 16 assistências. Assim Messi foi o segundo jogador com mais contribuições para golos ficando somente atrás de Mbappé (29 gols e 5 assistências).
Messi fez sua última partida com a camisa do PSG contra o Clermont em 3 de junho, na última rodada do Campeonato Francês. Ele encerrou sua passagem por Paris com 74 jogos, 32 gols e 34 assistências. Messi conquistou duas vezes o Campeonato Francês e levantou também um troféu da Supercopa da França.

### Inter Miami
Em 7 de junho de 2023, o Inter Miami juntamente com a MLS, anunciaram a contratação de Messi o que lhe garante salário anual de 50 a 60 milhões de euros, participação nos lucros dos dois maiores parceiros comerciais da liga, Apple e Adidas, além de negócios imobiliários em Miami. Lionel Messi estreou pelo Inter Miami com uma vitória sobre o Cruz Azul do México por 2–1, na primeira rodada da Copa das Ligas. A partida também marcou devido o primeiro golo de Messi pela equipe.
Em 19 de agosto de 2023, Messi levou o Inter a sua primeira conquista, o time de Miami conquistou a Copa das Ligas. Messi anotou seu 10º gol em sete partidas pelo clube e ergueu o troféu de campeão após vitória por 10 a 9 nos pênaltis sobre o Nashville, fora de casa - no tempo normal, 1 a 1. Agora, Messi tem 44 troféus conquistados como profissional e é o jogador com mais títulos na história do futebol. Fez gols em todos os jogos, encerrou como artilheiro e foi eleito o melhor jogador do torneio.
Em 15 de janeiro de 2024, a FIFA anunciou a seleção do ano de 2023 no prêmio Fifa The Best e Messi foi escolhido um dos atacantes, além ser escolhido o melhor do mundo pela oitava vez.

## Seleção Argentina

### 2005: O começo e destaque no sub-20
Em 2005, após a primeira matéria sobre Messi na revista El Gráfico e o destaque no time principal do Barcelona, foi imediatamente convocado para ser o astro da Seleção Argentina Sub-20 no mundial, e assim, para acabar de vez com as intenções da Espanha de naturalizá-lo. Na Copa do Mundo FIFA Sub-20 de 2005 disputada na Holanda, comandou bem sua equipe na primeira fase, marcando gol contra o Egito e fazendo boas partidas diante de seleções de peso como Estados Unidos e Alemanha, grandes candidatas a título.

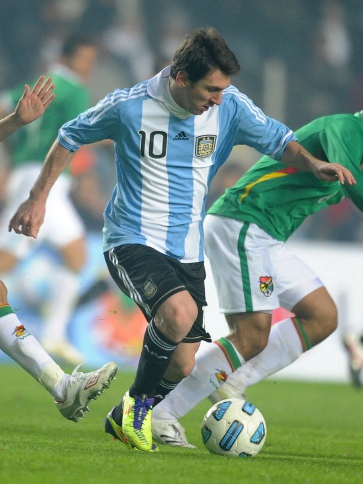
Messi na Copa América contra a Bolívia

Na fase final, espantou o mundo com suas atuações decisivas, belos dribles e movimentação em campo, além dos belos gols marcados. Em 22 de junho, nas oitavas de final, num jogo diante da Colômbia, foi decisivo ao marcar o gol de empate, que logo depois, resultou em virada em 2–1 e classificação. Três dias mais tarde, contra a Espanha, Seleção que o almejava, marcou um dos três gols na vitória por 3–1. Os outros dois foram marcados por Oberman e Zabaleta. Nas semifinais, participou de um jogo considerado dos mais emocionantes do campeonato. Em seu primeiro clássico contra o Brasil, marcou um gol logo aos 7 min, terminando em 2–1 e garantindo a classificação para a grande final contra a Nigéria, onde marcou dois gols e sacramentou o título argentino. Ao fim do campeonato, não foi só eleito o melhor jogador da final, como também, o ganhador da Bola de Ouro, equivalente ao de melhor jogador do torneio, e também a chuteira de ouro, dada ao artilheiro. Naquela altura, já jogava suas primeiras partidas oficiais na Seleção Principal da Argentina.

### 2006: Copa do Mundo na Alemanha
Depois de ser uma importante peça na conquista da Liga dos Campeões da UEFA de 2005–06 com o Barcelona ao lado de Ronaldinho, o torcedor argentino passou a cobrar o técnico José Pekerman para a disputa da Copa do Mundo FIFA de 2006, realizada na Alemanha. Contra a Costa do Marfim, passou o jogo no banco e assistiu a vitória por 2–1. Sua primeira partida em uma Copa do Mundo aconteceu no jogo seguinte da fase de grupos, contra a Sérvia e Montenegro, jogo onde fez história. Com 18 anos e 357 dias de idade, tornou-se o quinto jogador mais jovem a marcar um gol numa Copa do Mundo FIFA, ao marcar o último da goleada por 6-0 que sacramentou a classificação para a próxima fase. O bom desempenho chegou a coloca-lo entre os titulares para o grande jogo contra a Holanda. Ele esteve em campo até a metade do segundo tempo de partida, quando foi substituído por Julio Cruz, jogo que terminou em 0–0, mas pelo critério de saldo, classificou a Argentina em primeiro lugar.
Nas oitavas de final, contra o México, ficou boa parte no banco de reservas, quando substituiu Javier Saviola aos 38 minutos do segundo tempo. Participou da prorrogação, onde chegou a marcar um gol na partida, que acabou sendo anulado pelo árbitro. Mesmo assim, sua equipe acabou vencendo por 2–1, jogo que marcou a classificação as quartas de finais e seus 19 anos completados. Se servir de consolo, ao menos Messi conseguiu ir para a Copa, pois sua convocação foi dúvida até às vésperas do prazo final para a convocação, em maio. Nas vésperas do jogo contra a Alemanha, acabou perdendo espaço e ficando no banco de reservas. Nesse duelo, sua Seleção acabou sendo eliminada nos pênaltis e ficando fora do grupo dos quatro mais bem colocados.

### 2007: Copa América na Venezuela
No ano seguinte, esteve em seu melhor momento com a Seleção ao marcar seis gols e três assistências em 13 jogos disputados. Vestindo a camisa 18, fez belas participações nas vitórias de 4–1 sobre os Estados Unidos, 4–2 contra o Colômbia, e mais 1–0 diante do Paraguai, o que os colocaram como grandes favoritos ao título. Messi, no entanto, acabou passando em branco na primeira fase, prometendo um rendimento melhor na fase seguinte. No dia 8 de julho marcou seu primeiro gol em um jogo de Copa América, contra o Peru, garantindo a vaga para as semifinais do torneio. Três dias depois, em 11 de julho, fez sua melhor participação no torneio, marcando um gol contra o México na vitória por 3–0. Porém, na final, diante do Brasil, acabou sendo derrotado por 3–0 e terminando o torneio como vice-campeão e dois gols marcados em seis jogos disputados. No restante do ano, realizou um desempenho melhorado, marcando mais 11 gols e fechando o ano há um pé das Olimpíadas de Pequim.

### 2008: Olimpíadas de Pequim

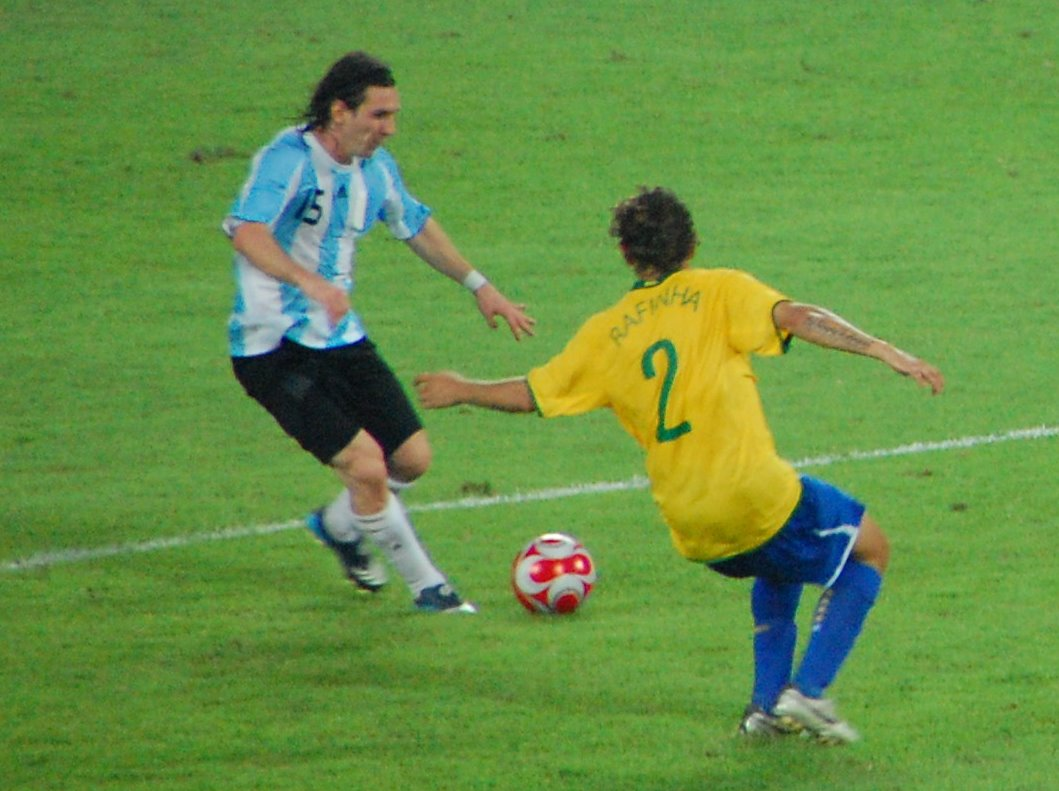
Lance da partida semifinal dos Jogos Olímpicos de 2008 entre Brasil e Argentina: Messi dribla o defensor brasileiro Rafinha

A partir da derrota na final da Copa América, a Seleção Argentina passou por um processo de reformulação no elenco, dispensando aqueles mais experientes e trazendo novas caras, algumas até novidades no elenco. Messi, porém, foi um dos únicos a se manter, sendo apontado como o grande líder do time para os anos que estavam por vir. No ano de 2008, foi convocado pelo treinador Sergio Batista para a disputa dos Jogos Olímpicos de Pequim. Na fase de grupos, contra a Costa do Marfim, marcou um dos gols da vitória por 2–1. Na sequência, participou também dos jogos contra a Austrália e a Sérvia, ambos vencidos. Colocando a Argentina com nove pontos em nove disputados e com uma das melhores campanhas da primeira fase.
No dia 18 de agosto de 2008 marcou um gol contra a Holanda aos 14 minutos de jogo, no tempo seguinte, sua equipe acabou cedendo o empate com gol de Bakkal. Na prorrogação, classificou-se com gol de Di María. No grande duelo das semifinais contra a Seleção Brasileira, reeditando a final da Copa América que acontecera há exatos um ano atrás, Messi foi decisivo e brilhou ao lado de Riquelme e Agüero, que marcaram os gols na vitória por 3–0, sacramentando a classificação para a final das Olimpíadas. Era a terceira final de Messi em quatro competições disputadas. Na final contra a Nigéria, lembrando a final do campeonato sub-20 e com quase os mesmos elencos, Messi participou do gol que deu o título aos argentinos. Ao fim do torneio, foi eleito um dos melhores atletas dos jogos olímpicos, quadro que também teve a presença de César Cielo, Kobe Bryant, Michael Phelps, Usain Bolt, Yelena Isinbayeva e outros.

### 2010: Copa do Mundo na África do Sul
Outro momento memorável contra os rivais deu-se no mesmo ano, nas eliminatórias sul-americanas para a Copa do Mundo FIFA de 2010, sendo aplaudido pela torcida brasileira no 0–0 entre as duas seleções, em jogo realizado no Estádio do Mineirão, em Belo Horizonte. Entretanto, na mesma temporada em que se consagraria no Barcelona com a "tríplice coroa", passou a ter atuações aquém do esperado na Seleção, sendo bastante criticado pela mídia argentina por não repetir os mesmos desempenhos que faz com a camisa do Barcelona.
Messi foi convocado para a Copa do Mundo FIFA de 2010, na África do Sul. No entanto, o argentino fez uma Copa abaixo do que se esperava dele. Após uma fantástica temporada no Barcelona, Messi não marcou nenhum gol no Mundial da África do Sul, apesar de ter tido várias chances, a principal delas acertou a trave. A Argentina terminou eliminada nas quartas-de-final, após uma convincente vitória por 4–0 da Alemanha. Apesar do desempenho abaixo do esperado, Messi concorreu ao prêmio Bola de Ouro do torneio, entregue pela FIFA ao melhor jogador do mesmo. Entretanto, acabou perdendo para o uruguaio Diego Forlán, um dos artilheiros da Copa.
Quatro meses após o fim da Copa do Mundo, em novembro, num amistoso contra o arquirrival Brasil, Messi mais uma vez destacou-se contra os brasileiros. O empate sem gols permanecia até os acréscimos da partida, quando Messi arrancou desde o meio-campo e quase que sem marcação, muito provavelmente pela exaustão dos zagueiros adversários próximo ao fim do jogo, pôde finalizar sem grandes dificuldades da entrada da área, decretando a vitória argentina pelo placar mínimo.

### 2011: Copa América na Argentina
Encerrando o ano com vitória diante do rival, Messi teve a dura responsabilidade de ser o grande astro da Argentina na nova edição da Copa América, que seria realizada no país da capital Buenos Aires. Recém campeão da Liga dos Campeões com o Barcelona, Messi ganhou a camisa 10 do treinador Sergio Batista e fez trio de ataque com Ezequiel Lavezzi e Kun Agüero. A parceria rendeu belos gols e a classificação com um desempenho muito abaixo do esperado para a próxima fase, onde sua equipe acabou ficando em segundo lugar, ficando atrás da Colômbia. Na fase de grupos, sua equipe empatou com a Bolívia de Marcelo Moreno em 1–1, após sair perdendo de 1–0. Logo em seguida, empate em 0–0 com a Colômbia de Radamel Falcao García. Os primeiros três pontos de sua equipe na competição foi uma vitória sobre a Costa Rica por 3–0.
Messi com o rendimento baixo, acabou recebendo críticas da imprensa argentina. Nas quartas de final, contra o Uruguai, acabou sendo eliminado nos pênaltis. Ao fim do torneio, Messi terminou sem fazer um gol sequer. A campanha abaixo do esperado resultou na demissão do treinador Sergio Batista e a contratação de Alejandro Sabella, que o anunciou como novo capitão da Seleção, aumentando sua responsabilidade.

### 2012

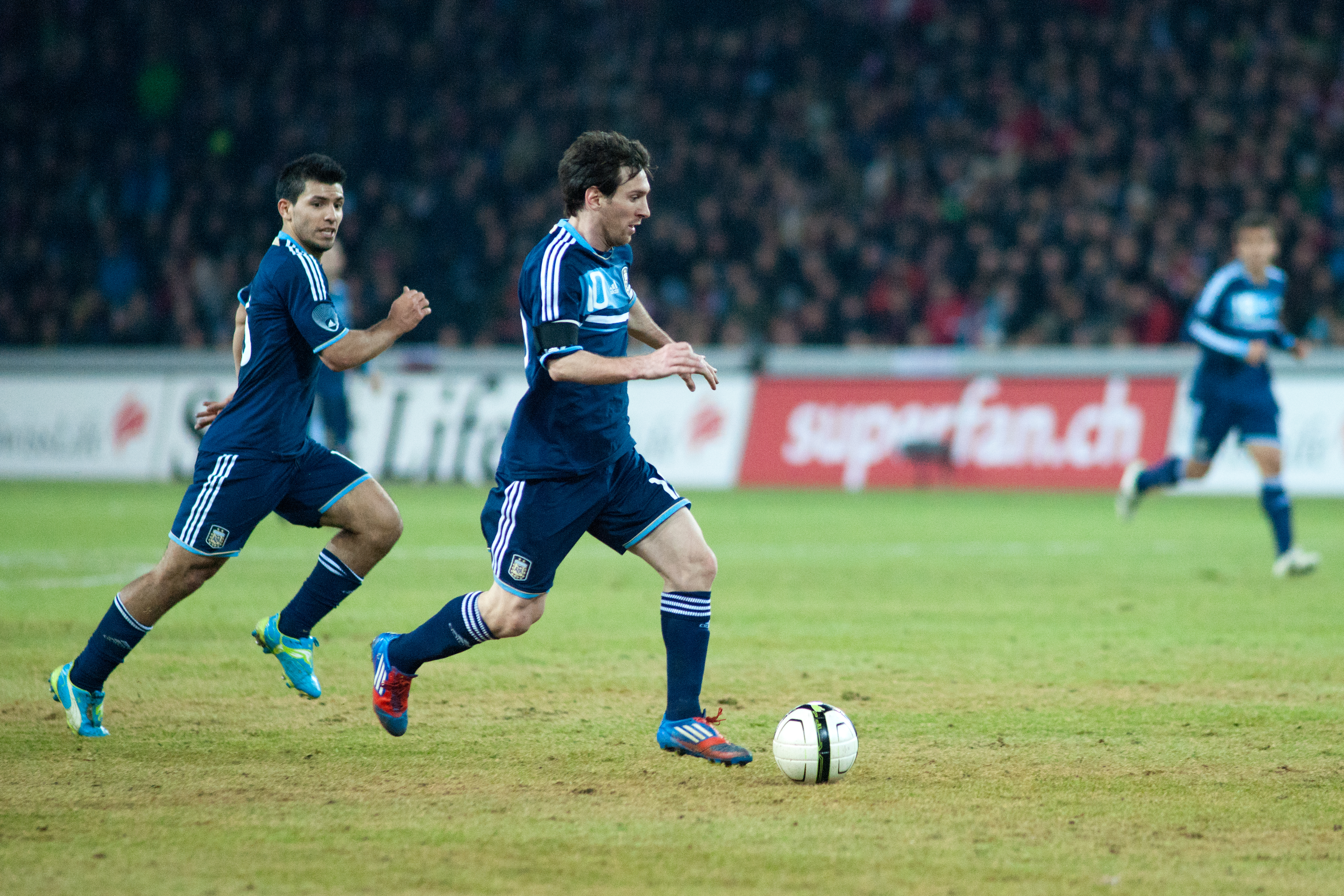
Messi com Sergio Agüero num amistoso contra a Suíça

Com o pouco futebol apresentado na Seleção Argentina nos últimos anos em comparação ao que produz no Barcelona, o treinador Alejandro Sabella, que foi contratado no meio do ano de 2011 e após a precoce eliminação dos hermanos na Copa América, informou aos noticiários que em seu time, Messi seria nomeado o capitão, o que o traria mais responsabilidade e experiência.
Em sua primeira partida no ano de 2012, rendeu o esperado de Messi, o atacante argentino pela primeira vez em sua carreira faz um hat-trick com a camisa de sua Seleção. O feito aconteceu contra a Suíça, no dia 1 de março, no Stade de Suisse, Wankdorf, localizado na cidade de Berna, capital da país. Ao fim desse jogo, Messi saiu bastante aplaudido pelos próprios torcedores suíços e levou a bola do jogo para casa. Com esses três gols, Messi chegou aos 22 pela Seleção, se tornando o quinto maior artilheiro da história da equipe, superando o antigo atacante Leopoldo Luque. Num amistoso realizado em 15 de agosto, chegou ao seu 27º gol pela Seleção, na vitória por 3–1 sobre a Alemanha, jogo realizado em Frankfurt. Marcou um gol de pênalti contra a Venezuela na vitória por 3–0 em 22 de março de 2013. Também se destacou num amistoso contra a Seleção Brasileira, no qual foi autor de um hat-trick e acabou sendo o melhor jogador na vitória por 4–3.

### 2014: Copa do Mundo no Brasil
Messi foi convocado para disputar a Copa do Mundo FIFA de 2014, na qual a Argentina foi sorteada no Grupo F juntamente com Bósnia e Herzegovina, Irã e Nigéria. Na estreia marcou um gol aos 19 minutos do segundo tempo, garantindo a vitória sobre a Bósnia por 2–1 no Maracanã. Na segunda rodada marcou o único gol da vitória sobre o Irã nos minutos finais da partida. Na terceira rodada da fase de grupos, marcou dois gols, sendo um deles de falta, na vitória sobre a Nigéria por 3–2 que classificou os argentinos para as oitavas de final como primeiro colocado de seu grupo.
Disputou a final da Copa do Mundo FIFA 2014 contra a Alemanha, sendo derrotada por esta por 0-1 na prorrogação. Ainda assim, foi eleito o melhor jogador da competição pela FIFA, o que causou forte controvérsia.

### 2015: Copa América no Chile
No ano seguinte foi vice-campeão da Copa América de 2015 com a Argentina. Messi foi peça importante para a campanha argentina, tendo marcado um gol na estreia contra o Paraguai. Na final, os hermanos foram batidos pelo Chile nos pênaltis, onde somente Messi converteu para os argentinos. Dessa forma, o título ficou com os anfitriões do torneio.

### 2016: Copa América Centenário
No dia 29 de março de 2016, Messi alcançou duas marcas históricas. O argentino chega ao seu 50° gol com a camisa da Seleção Argentina, após marcar de pênalti contra a Bolívia em partida válida pela sexta rodada das Eliminatórias da Copa do Mundo FIFA de 2018. Esse gol também foi o seu 499° na carreira. Além disso, essa foi a primeira vez na carreira que Messi venceu a Bolívia (já haviam sido três empates e uma derrota de 1–6). Essa vitória colocou a Argentina na terceira colocação da tabela das Eliminatórias.
Messi estreou pela Copa América Centenário na partida contra o Panamá pela segunda rodada da fase de grupos. O camisa 10 argentino entrou no segundo tempo e precisou de apenas vinte minutos em campo para marcar um hat-trick. Por fim ainda ajudou a Argentina a fechar o placar elástico de 5–0, e foi eleito o melhor jogador em campo. Na partida pela semifinal, em 21 de junho, marcou o segundo gol da vitória de 4–0 contra os Estados Unidos, numa cobrança de falta espetacular, e ultrapassou a marca de Gabriel Batistuta como maior artilheiro da história da Seleção Argentina, com 55 gols marcados.
Na final da competição, assim como na edição anterior, a Argentina foi derrotada pelo Chile. Após um empate em 0-0, a equipe foi derrotada por 2–4 nos pênaltis e Messi acabou desperdiçando sua cobrança.
Esse foi o quarto vice-campeonato de Messi com a Seleção. Ao final da partida, ele afirmou ter encerrado seu ciclo com a camisa da Argentina. Ele justificou com as seguintes palavras:
| “ | "É incrível, mas não dá. Não passamos outra vez nos pênaltis. É a terceira final seguida. Nós buscamos, tentamos. É difícil, o momento é duro para qualquer análise. No vestiário pensei que acabou para mim a Seleção, não é para mim. É o que sinto agora, é uma tristeza grande que volto a sentir. Foram quatro finais, infelizmente não consegui. Era o que mais desejava. É para o bem de todos. Por mim e por todos. Muitos desejam isso. Não se conformam com chegar a final, nós também não nos conformamos. Perdemos outra vez nos pênaltis." | ” |

Entretanto, em 12 de agosto, anunciou seu retorno a Seleção, sendo convocado pelo novo treinador da Seleção Argentina Edgardo Bauza para os jogos contra Uruguai e Venezuela pelas Eliminatórias.

### 2017: Eliminatórias da Copa do Mundo de 2018
Em seu retorno, marcou o único gol da vitória sobre o Uruguai por 1–0, colocando a Argentina na liderança das Eliminatórias Sul-Americanas para a Copa de 2018.
Seus gols mandaram a Argentina para a Copa do Mundo FIFA de 2018 na Rússia. A participação da Argentina na Copa do Mundo de 2018 estava em risco para a última partida de qualificação, sendo a sexta colocada no grupo, fora dos cinco possíveis classificados da CONMEBOL na Copa do Mundo, o que significa que não pode se classificar para a Copa pela primeira vez desde 1970. Em 10 de outubro de 2017, Messi levou seu país para a classificação da Copa do Mundo ao marcar um hat-trick, enquanto a Argentina vinha de desvantagem para derrotar o Equador por 3–1 fora; A Argentina não derrotou o Equador em Quito desde 2001. Os três gols de Messi fizeram com que ele se tornasse o maior artilheiro de todos os tempos nas eliminatórias da Copa do Mundo CONMEBOL, com 21 gols, ao lado do uruguaio Luis Suárez, superando o recorde anterior que foi defendido pelo compatriota Hernán Crespo.

### 2018: Copa do Mundo na Rússia
Na sequência da sua fraca campanha de qualificação, recuperada por Messi, as expectativas não foram altas para a Copa do Mundo FIFA de 2018, eu um amistoso pré-copa, sem o lesionado Messi, perdendo por 6–1 para a Espanha em março de 2018. Messi admitiu após o amistoso: “No momento não estamos entre os candidatos a vencer a Copa do Mundo.” Na partida de abertura da equipe contra a Islândia, em 16 de junho, Messi perdeu uma possível penalidade em um empate em 1–1. No segundo jogo da Copa do Mundo de 2018, em 21 de junho, a equipe perdeu por 3–0 para a Croácia. Após a partida, o técnico da Seleção Argentina, Jorge Sampaoli, falou sobre a falta de qualidade na equipe em torno de Messi, “a realidade da Seleção Argentina encobre seu brilhantismo [de Messi]”. Messi tinha apenas 49 toques da bola e apenas dois dentro da área de penalidade da Croácia, com o treinador a ser perguntado: "Por que você não pode obter seus jogadores para passar a bola para Lionel Messi?" Sampaoli respondeu tocando no falta de suprimento para Messi, "nós simplesmente não poderíamos passar para ele para ajudá-lo a gerar as situações que ele está acostumado. Nós trabalhamos para dar-lhe a bola, mas o adversário também trabalhou duro para impedi-lo de pegar a bola...". O meia da Croácia, Luka Modrić (eleito melhor jogador desta copa), também afirmou após o jogo: “Messi é um jogador incrível, mas não pode fazer tudo sozinho”.
No último jogo da Argentina na fase de grupos contra a Nigéria, no Estádio Krestovsky, em São Petersburgo, no dia 26 de junho, Messi marcou o primeiro gol da vitória por 2–1 que viu a Argentina avançar para a segunda fase, atrás da Croácia. Messi recebendo o longo passe para cima de Éver Banega sobre a defesa, Messi controlou a bola em jogo com dois toques antes de acertar o gol na rede com o pé direito. Messi se tornou apenas o terceiro argentino depois de Diego Maradona e Gabriel Batistuta que marcou em três Copas do Mundo diferentes. Na partida das oitavas-de-final contra a França, em 30 de junho, Argentina sofreu uma derrota por 4–3 e foi eliminada da Copa do Mundo. Com suas duas assistências no segundo tempo do jogo, Messi se tornou o primeiro jogador a prestar assistência nas últimas quatro Copas do Mundo, e também se tornou o primeiro jogador a dar duas assistências em um jogo pela Argentina desde que Diego Maradona conseguiu o mesmo feito. contra a Coreia do Sul em 1986. Após o torneio, Messi afirmou que não participaria dos amistosos da Argentina contra a Guatemala e a Colômbia em setembro de 2018, e comentou que seria improvável que ele representasse sua nação pelo restante do ano. A ausência de Messi da equipe nacional e seu contínuo fracasso em conquistar um título com a Argentina levaram à especulação na mídia de que Messi poderia se aposentar do futebol internacional mais uma vez.

### 2019–atualmente: Volta à Seleção, Copa América e última Copa do Mundo

#### Amistosos de preparação
Após a frustração na Copa do Mundo FIFA de 2018, Messi se afastou de sua Seleção ao fim da Copa, sem previsão de volta. Apenas em março de 2019 a Seleção Argentina anunciou a volta de Lionel Messi, que voltou nos jogos de preparação para a Copa América de 2019. Messi foi convocado para os jogos de preparação contra a Seleção Venezuelana e contra a Seleção Marroquina.
A volta definitiva foi no dia 22 de março de 2019, no estádio Wanda Metropolitano, na Espanha, em um amistoso contra a Venezuela. Os argentinos perderam a partida por 3–1 e Messi nada pode fazer. Esse resultado surpreendeu muitos, porque a Argentina é tecnicamente melhor e historicamente maior que a Venezuela. Messi foi muito criticado em sua volta pela sua contínua má fase com a Seleção Argentina, que já estava há muito tempo em crise. Para mais, após o jogo a Argentina até virou piada e sofreu vários memes na internet Depois do jogo, ouve especulação de que Messi estaria supostamente fora do próximo jogo de preparação contra o Marrocos, mas tudo se confirmou quando Leo sentiu uma lesão e foi cortado da partida.
No seu último jogo de preparação antes do início da Copa América de 2019, Messi marcou dois gols na goleada de 5–1 contra a Seleção da Nicarágua.

#### Copa América
Na Copa América de 2019, Messi e Argentina foram sorteados no grupo B com Colômbia, Paraguai e Catar. Argentina estreou contra a Seleção da Colômbia no dia 15 de junho de 2019 e perderam o jogo por 2–0, na Arena Fonte Nova. A derrota gerou indignação de muitos torcedores, o que gerou vários memes na internet devida a má fase da Seleção Argentina. A indignação foi tão grande que até Diego Maradona, ex-jogador e ex-treinador da Albiceleste, criticou a Seleção Argentina devido ao resultado, dizendo: "Você percebe que hoje até Tonga pode nos vencer... Há um prestígio que construímos com chutes, socos. O que é a camisa? A camisa se sente, filho da pu...", disse o ex-craque.
No segundo jogo pela Copa América, em 19 de junho, Messi marcou um gol de pênalti no jogo que foi 1–1 contra o Paraguai. Após o jogo, Messi admitiu estar frustrado com o resultado, dizendo que seria uma loucura não se classificar para a próxima fase e que sabe que é muito difícil. Argentina apostou tudo no último jogo do grupo contra o Catar e acabou ganhando por 2–0, com gols de Lautaro Martínez e Agüero e se classificou para a próxima fase, apesar das críticas e dos jogos ruins.
No mata-mata, a Argentina enfrentou primeiramente a Venezuela, onde se classificou por 2–0. No entanto, posteriormente enfrentaram o Brasil e foram derrotados por 2–0, sendo eliminados nas semifinais. Após a derrota, no dia 2 de julho, Messi criticou a arbitragem durante a partida. Na partida de disputa pelo terceiro lugar contra o Chile, em 6 de julho, Argentina consegue uma vitória por 2–1. Durante a partida, Messi foi expulso junto com Gary Medel aos 37 minutos do jogo, após se envolver em uma briga com o chileno. Após a partida, Messi se recusou a receber sua medalha de bronze. Messi depois pediu desculpas por suas atitudes, mas foi multado em 1 500 dólares e a CONMEBOL o proibiu de jogar um jogo pela Seleção, o que o afastou das eliminatórias da Copa do Mundo FIFA pela Argentina. Em 2 de agosto, Messi foi banido por três meses da Seleção e foi multado em 50 mil dólares pela CONMEBOL por seus comentários contra as decisões do árbitro; esse banimento significa que ele perdeu amistosos da Argentina contra o Chile, o México e a Alemanha em setembro e outubro.

#### Pós-Copa América
Messi voltou após a Copa América apenas em novembro e foi convocado para jogar dois clássicos com a Argentina. No Superclássico das Américas contra o Brasil, a Argentina venceu com gol de Messi por 1–0. No Clássico del Río de la Plata contra o Uruguai, Argentina empata em 2–2, com Messi fazendo o gol de empate no final.
Primeiro título com a Seleção Principal
A Copa América de 2021 em meio a varias polemicas, se inicio para a Argentina no dia 14 de junho de 2021, em seu primeiro jogo na competição Messi marcou em uma cobrança de falta em um empate de 1–1 contra o Chile na partida de abertura no Estádio Nilton Santos. Este gol foi seu 57º em cobrança de falta, o que o fez ultrapassar Cristiano Ronaldo que possui 56 gols de falta o tornando o jogador com mais gols de falta em atividade. Ele também ultrapassou o recorde de Gabriel Batistuta de 38 gols em jogos oficiais pela Argentina. Na segunda partida do grupo em 18 de junho, Messi configurou o gol da vitória por 1-0 contra o Uruguai, assistindo para o cabeceio de Guido Rodríguez em favor da Argentina. Em 21 de junho, Messi jogou sua 147ª partida ao igualar o recorde de Javier Mascherano de mais aparições pela Argentina na vitória por 1–0 sobre o Paraguai em seu terceiro jogo do torneio. Uma semana depois, ele quebrou o recorde de mais aparições com a camisa da Argentina quando participou da vitória por 4–1 contra a Bolívia na última partida do grupo, auxiliando o gol de abertura de Papu Gómez e depois marcando mais dois. Em 3 de julho, Messi assistiu duas vezes e marcou em cobrança de falta na vitória por 3–0 sobre o Equador nas quartas de final da competição. Em 6 de julho, em um empate 1–1 nas semifinais contra a Colômbia, Messi fez sua 150ª aparição pelo seu país e registrou sua quinta assistência no torneio, um corte para Lautaro Martínez, igualando seu recorde de nove contribuições de gols em um único torneio de seleções na Copa América de 2016; mais tarde, ele marcou seu pênalti na vitória final por 3-2 na disputa de pênaltis da Argentina para progredir para sua quinta final internacional. Em 10 de julho, a Argentina derrotou o anfitrião Brasil por 1-0 na final com gol de Ángel Di María, dando a Messi seu primeiro título internacional importante e o primeiro da Argentina desde 1993, bem como o recorde de títulos da Copa para seu país com a 15ª Copa América no geral. Messi esteve diretamente envolvido em 9 dos 12 gols marcados pela Argentina, marcando quatro e auxiliando cinco; ele foi nomeado o jogador do torneio por suas atuações. Ele também terminou como o artilheiro do torneio com quatro gols empatados com o colombiano Luis Díaz, embora a Chuteira de Ouro tenha sido concedida a Messi por ter tido mais assistências.

### Copa do Catar 2022
Em entrevista a um programa do serviço de streaming Star+, Messi foi questionado se o Mundial do Catar seria o último de sua carreira, pergunta a qual respondida de forma afirmativa.
Messi foi capitão da seleção albiceleste nessa Copa, onde se sagrou campeão marcando sete gols, incluindo 2 na final contra a atual campeã França.
Na Copa do Mundo FIFA de 2022 tornou-se o maior artilheiro da Argentina em copas com onze gols, ultrapassando a marca de Gabriel Batistuta que possui dez gols.

### 100 gols pela Seleção
No amistoso contra a Seleção de Curaçau, Messi atingiu e ultrapassou a marca dos 100 gols, juntando-se a Cristiano Ronaldo e Ali Daei como os únicos jogadores a terem conseguido tal feito.
Dos 100 gols anotados por Messi com a camisa da Argentina, 46 foram em amistosos, 13 em Copas do Mundo, 28 nas Eliminatórias e 13 na Copa América. A maior vítima de Lionel é a Bolívia, equipe em que o argentino marcou em oito oportunidades. Equador e Uruguai, com seis gols sofridos cada, empatam na segunda colocação. Completa "pódio" o Brasil, Chile, Estônia, Paraguai e Venezuela, com todos vendo Messi balançar suas redes em cinco oportunidades.

## Perfil do jogador

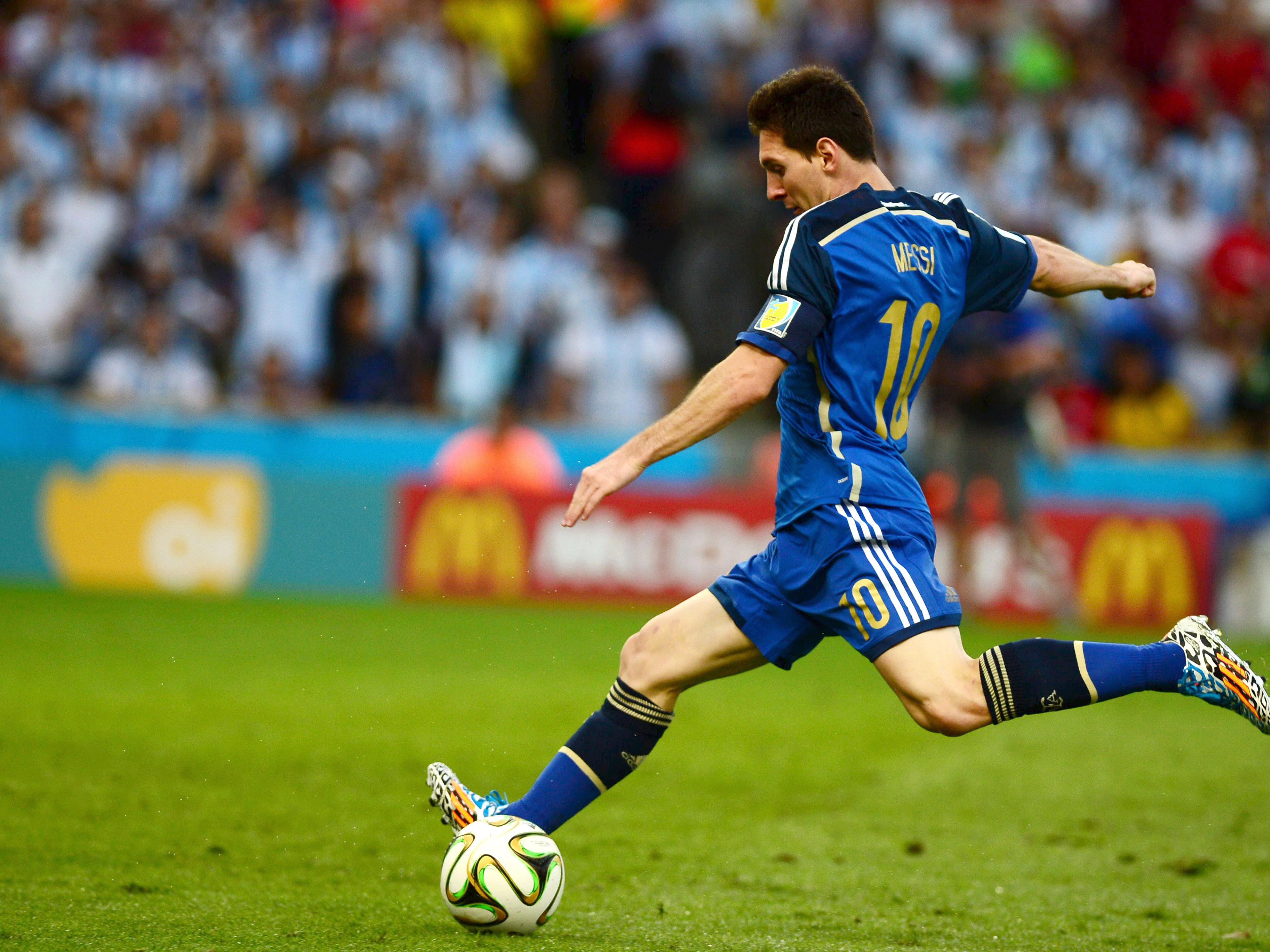
Messi se prepara para chutar durante a final da Copa do Mundo da FIFA de 2014

Devido à sua baixa estatura Messi tem um centro de gravidade mais baixo que os mais altos, o que lhe dá maior agilidade, permitindo-lhe mudar de direção mais rapidamente, o que levou a mídia espanhola a chamá-lo de "La Pulga Atómica". Apesar de não ser fisicamente imponente, possui uma força significativa na parte superior do corpo, que, combinada com seu baixo centro de gravidade e equilíbrio resultante, o ajuda a suportar os desafios físicos dos oponentes; Suas pernas curtas e fortes permitem que ele se sobressaia em curtos períodos de aceleração, enquanto seus pés rápidos permitem que ele mantenha o controle da bola ao driblar a velocidade. Seu ex-treinador do Barcelona, Pep Guardiola, declarou certa vez: "Messi é o único jogador que corre mais rápido com a bola do que sem ela." Apesar de ter melhorado a sua capacidade com o pé mais fraco desde os seus 20 anos, Messi é predominantemente um jogador de pé esquerdo.
Um típico goleador, Messi é conhecido por sua finalização, posicionamento, reações rápidas e habilidade de fazer corridas de ataque para vencer a linha defensiva. O seu ritmo e capacidade técnica permitem-lhe realizar derrapagens individuais em direção ao gol, em especial durante os contra-ataques, normalmente a partir da linha média ou do lado direito do campo. Considerado o melhor driblador do mundo, e um dos maiores de todos os tempos. Com relação a essa habilidade, seu ex-empresário argentino Diego Maradona disse sobre ele: "A bola fica colada ao pé dele; já vi grandes jogadores na minha carreira, mas nunca vi ninguém com o controle da bola de Messi". Além de suas qualidades individuais, ele também é um jogador de equipe bem-elaborado e trabalhador, conhecido por suas combinações criativas, em particular com os ex-meio-campistas do Barcelona Xavi e Andrés Iniesta, o ex-lateral direito do Barcelona Daniel Alves e o lateral-esquerdo do Barcelona Jordi Alba.

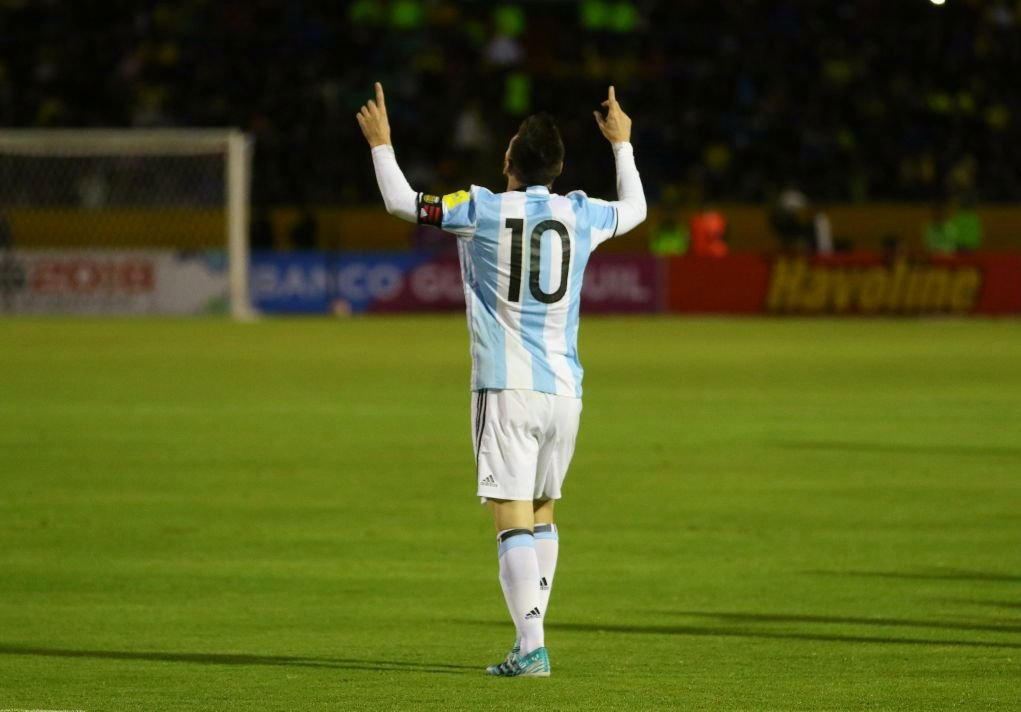
Messi celebra frequentemente seus gols apontando um dedo de cada mão para o céu em dedicação à sua falecida avó. Foi ela quem encorajou um jovem Messi a jogar e também o levou aos jogos

Messi também é conhecido por ser um grande construtor de jogadas. Foi considerado de melhor criador de jogadas pela IFFHS por três anos seguidos (2015, 2016 e 2017). Para o ex-jogador Tostão, nem Pelé tinha um repertório de passes para gol tão precisos como o de Messi.
Taticamente, Messi joga como atacante livre; um jogador versátil, ele é capaz de atacar em qualquer área do campo ou através do centro do campo. Sua posição favorecida na infância foi o armador por trás de dois atacantes, conhecido como enganche no futebol argentino, mas começou sua carreira na Espanha como ponta-esquerda ou meia. Após sua estreia no time principal, ele foi para a ponta-direita pelo técnico Frank Rijkaard; a partir desta posição, ele poderia mais facilmente cortar a defesa no meio do campo e chutar de pé esquerdo, ao invés de cruzar bolas para os companheiros de equipe. Sob Guardiola e outros treinadores, ele mais frequentemente jogava como um falso 9; Posicionado como um centroavante, ele percorria o centro, muitas vezes se movendo no meio-campo e atraindo defensores com ele, a fim de criar e explorar espaços para passes, corridas de drible ou jogadas com Xavi e Iniesta. Sob a liderança de Luis Enrique, Messi inicialmente voltou a jogar na posição de ponta-direita que caracterizou grande parte de seu início de carreira na formação 4-3-3. Sob o comando de Ernesto Valverde, Messi desempenhou vários papéis. Enquanto ele ocasionalmente continuava a ser empregado em um papel mais profundo, do qual ele podia correr de trás para a área, ou mesmo na ponta-direita ou como um falso nove, ele também era usado em um papel mais ofensivo e central no 4 –2–3–1, ou como segundo atacante em uma formação 4-4–2, onde ele foi mais uma vez ele devia cair profundamente, unir-se a meio campistas, orquestrar suas equipes, atacar e criar chances para seu parceiro de ataque Luis Suárez. Com a Seleção Argentina, Messi também jogou como atacante livre; sob vários treinadores, ele jogou na ponta-direita, como um falso nove, como um artilheiro, ao segundo-atacante, ou em um papel criativo mais livre como um clássico número 10.

## Comparações com Maradona

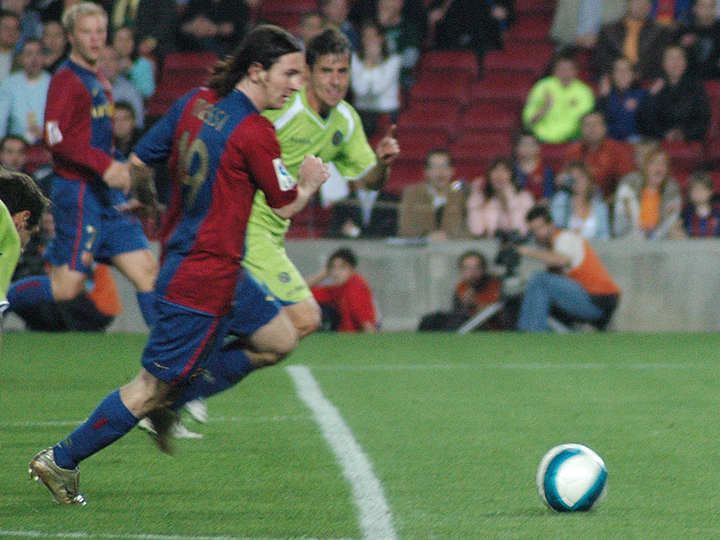
Messi durante a jogada do gol contra o Getafe, muito semelhante ao de Diego Maradona

Têm sido cada vez mais frequentes as comparações ao que é considerado a maior lenda do futebol argentino, não só pela forma explosiva de jogar, mas também pelos gols parecidos com os de Maradona que tem marcado ao serviço do Barcelona. Um deles, contra o Getafe, lembrou o gol mais famoso do Pibe, contra a Inglaterra, na Copa do Mundo FIFA de 1986, driblando vários adversários em aceleração, inclusive o goleiro, e finalizando com um toque sutil para o fundo das redes. Messi também faria o seu gol de mão contra o Espanyol, da mesma forma que Maradona fizera também contra os ingleses. Assim como Maradona, Messi também tem baixa estatura e chuta com a perna esquerda (os dois escrevem com a direita), além de ambos terem passado pelo Newell's Old Boys e pelo Barcelona ao longo de suas carreiras.
No dia 22 de fevereiro de 2012, Diego Maradona revelou estar cansado de suas comparações com Lionel Messi. Segundo Maradona, ele suplicaria para deixar o jogador do Barcelona em paz até que ele encerre sua carreira como jogador de futebol.
| “ | “Lionel Messi está fazendo as coisas muito bem como para que o comparem comigo. Mas vejam que eu fiz minha carreira, e ele está fazendo a sua. Ao final de uma carreira um pode dizer “este foi melhor” ou “gostei mais desse”. Eu me rio quando a gente diz “é melhor que Maradona”. Deixemo-lo escrever sua própria história, e ao final de sua carreira um pode decidir quem é o melhor.” | ” |

## Rivalidade com Cristiano Ronaldo
Desde o ano de 2007, quando foi indicado pela primeira vez entre os finalistas para melhor jogador do mundo, começou a grande rivalidade dentro dos campos com o português Cristiano Ronaldo, que na época, era o principal jogador do Manchester United. Nesse ano, ambos perderam o prêmio para o brasileiro Kaká, do Milan. Na ocasião, Messi recebeu o prêmio de segundo melhor jogador do mundo após o erro de Pelé, que o tinha entregado a Cristiano Ronaldo, o terceiro colocado. No ano de 2008, o prêmio ficou com o português, que garantiu o título da Liga dos Campeões, Messi ficou em segundo. No ano de 2009, a rivalidade da dupla aumentou quando Barcelona e Manchester United foram finalistas da Liga dos Campeões da UEFA. O jogo terminou em 2–0 para os catalães, com gol de Messi, o segundo da partida. Nesse ano, o argentino levou a melhor, ficando em primeiro lugar na votação, e levando o prêmio de melhor do mundo. Meses depois de ganhar o título europeu, Cristiano Ronaldo anunciou sua transferência ao Real Madrid. De lá para cá, ambos têm brigado pelas artilharias dos principais campeonatos do continente. Em uma entrevista, Cristiano chegou a afirmar que Messi e ele são impossíveis de comparar.
| “ | Messi e eu somos como um Ferrari e um Porsche, impossíveis de comparar. | ” |

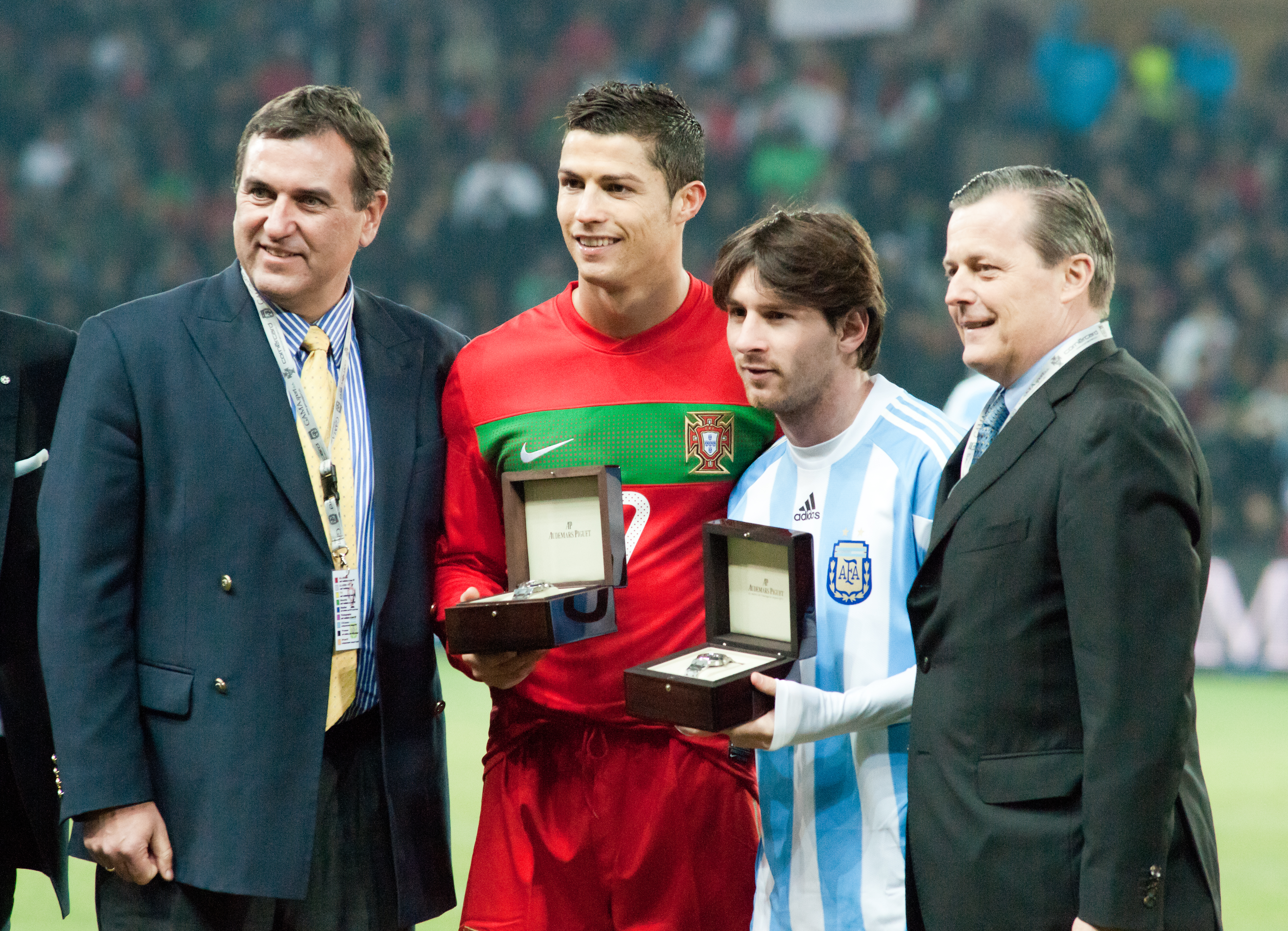
Messi ao lado de Cristiano Ronaldo num duelo entre Portugal e Argentina

Em 2010 foi novamente o melhor jogador do mundo, desbancando Cristiano Ronaldo e passando a frente do atacante do Real Madrid no número de prêmios. No ano seguinte, ambos se enfrentaram na final da Copa do Rei de 2010–11, competição a qual os merengues venceram com gol de Cristiano Ronaldo. Dias mais tarde, Messi brilhou no clássico válido pela Liga dos Campeões ao marcar dois gols no Estádio Santiago Bernabéu e a classificação para a final. Em 2011, disputando com Xavi, Ronaldo e Messi foram finalistas da Bola de Ouro de 2011, vencida pelo argentino. Na ocasião, Ronaldo não pode comparecer na cerimônia, o francês Zinédine Zidane, grande estrela do Real Madrid e Juventus, foi o representar. Mesmo com a rivalidade dentro do campo, Messi e Cristiano Ronaldo revelam-se ser fãs um do outro, sendo grandes amigos. Na temporada 2011, ambos terminaram com 53 gols, sendo os líderes mundiais.

## Vida pessoal

### Personalidade
Apesar do assédio que carrega por ser o melhor jogador de futebol da atualidade, Messi aparenta ser uma pessoa extremamente quieta, reservada, certas vezes tímida e bastante humilde. Ao contrário da maioria dos jogadores do seu círculo de amizades e do seu patamar de fama, sempre se mostrou distante das noitadas e das badaladas boates espanholas.
Interessado pela íntima e pouco divulgada vida pessoal de Messi, o jornalista e escritor Leonardo Faccio, conterrâneo do jogador e que também reside em Barcelona, escreveu "Messi, El chico que siempre llegaba tarde" ("Messi, o menino que sempre chegava atrasado", em espanhol), livro publicado pela editora Debate. Por incumbência de sua editora, Faccio tentou se aproximar de Messi durante muito tempo, conhecendo a personalidade do jogador. Na obra, o escritor apresenta Messi como um garoto jovem e aparentemente simples, diferente da grande maioria dos garotos de sua idade e seu poder aquisitivo, mas que ao mesmo tempo é uma pessoa complexa. No total, Leonardo conseguiu apenas uma entrevista de 15 minutos com Lionel no ano de 2008, o suficiente para saber que "suas palavras limitam mais do que explicam" e, portanto, optou por se aproximar dele através de "mais de cem" pessoas do seu círculo social, dentre eles jogadores, treinadores e amigos próximos ao jogador.
| “ | Às vezes nos esquecemos que Leo é muito novo. Por sua personalidade, passa boa parte do dia dormindo e permanece boa parte de seu tempo conectado através de um BlackBerry, que utiliza para se comunicar com seu círculo mais íntimo de amigos. | ” |

O livro também mostra o jogador como uma pessoa extremamente tímida, que foge da mídia e que odeia se ver jogando.
| “ | De fato, Leo não gosta de ver o jogo de futebol. Só gosta de jogá-lo. Cada derrota é como o fim do mundo para ele. | ” |

Faccio lembrou também que, pelo que conheceu de Messi, uma derrota com a Seleção Argentina carrega uma carga emotiva bastante diferente do que quando ocorre um fracasso pelo clube catalão.
| “ | No Barcelona, existem pessoas que podem consolá-lo. Na Argentina, mais que o choro, existe frustração e impotência. Ali querem que ele tenha um papel que ele jamais assumiu. O de protagonista, de carregar a equipe nas costas | ” |

### Mídia
Por ser o jogador mais assediado dos últimos anos[carece de fontes?], o tamanho sucesso dentro de campo fez com que Messi fosse garoto propaganda dos jogos de vídeo game Pro Evolution Soccer, nas edições de 2009 e de 2011 (coincidentemente nos anos em que teve mais sucesso e títulos, como a Liga dos Campeões). Também marcou presença na capa do jogo no ano de 2010, porém ao lado de Fernando Torres, então atacante do Liverpool.
Também marcou presença na capa da franquia de jogos de futebol eletrônico FIFA, permanecendo na capa por quatro edições do jogo, do FIFA 13 ao FIFA 16.

### Relacionamentos
No início de 2011, Messi colocou um fim num relacionamento de longa data que mantinha com a também argentina Antonella Roccuzzo, que ele conheceu ainda durante a sua infância em Rosário. Pouco tempo depois, em agosto do mesmo ano, os dois demonstraram publicamente ter reatado o romance ao serem fotografados juntos na ilha de Ibiza, leste da Espanha, durante as férias do jogador. Em novembro de 2012 Lionel e Antonella tiveram o seu primeiro filho, Thiago Messi Roccuzzo, nascido em Barcelona.
No dia 30 de junho de 2017, Messi e Antonella casaram-se. Quatro meses depois, no dia 15 de outubro, sua esposa Antonella anunciou que estava grávida do terceiro filho com o craque argentino. O garoto, Ciro, nasceu no dia 10 de março de 2018.

### Patrocinadores
- Turkish Airlines: É uma companhia aérea turca fundada em 1933, com sede na cidade de Istambul.[554]
- Adidas: É uma empresa alemã de equipamentos esportivos, considerada uma das maiores do mundo.
- EA Sports: É uma divisão da EA (Electronic Arts) que desenvolve e publica games esportivos.
- Konami: É uma empresa japonesa desenvolvedora e distribuidora de games.
- Pepsi: É uma marca de um refrigerante com sabor de cola que possui mais de 100 anos de história. A marca está presente em 75 países nos cinco continentes.
- Herbalife: É uma multinacional estadunidense presente hoje em 76 países, que atua na indústria de nutrição humana, distribuindo seus produtos através de marketing de rede, onde cada elemento é um distribuidor independente.
- Dolce & Gabbana: É uma internacionalmente famosa marca italiana criada pelo estilista siciliano Domenico Dolce. A grife é muito popular entre estrelas como Madonna, Gisele Bündchen, Monica Bellucci, Ayumi Hamasaki, Isabella Rossellini e Kylie Minogue.
- Audemars Piguet: É uma marca de relógios criada na Suíça.
- Chery: É uma indústria automobilística estatal da China.
- Air Europa: É uma companhia aérea espanhola fundada em 1986, com sede na cidade de Palma de Mallorca. É a divisão aérea do grupo Globália. Desde 1991, a Air Europa tem como meta estabelecer-se como uma das companhias aéreas mais modernas da Europa.
- Tencent: É uma empresa de plataforma baseada na Internet que usa a tecnologia para enriquecer a vida dos usuários.
- Lay´s: É uma marca que reúne vários tipos de snacks de batata frita distribuída pela Frito-Lay, uma subsidiaria da PepsiCo.

## Principais recordes
- Mais gols pelo Campeonato Espanhol (474);
- Mais gols marcados em uma única edição do Campeonato Espanhol (50);
- Mais hat-tricks na Liga dos Campeões (8);
- Mais hat-tricks pelo Campeonato Espanhol (36);
- Maior assistente do Campeonato Espanhol (205);
- Maior assistente da história da Copa América (17);
- Futebolista com mais gols oficiais marcados em um ano (91).
- Jogador com mais gols oficiais por um único clube (672).
- Jogador com mais gols/assistências na história da Copa do Mundo (21);
- Maior vencedor do prêmio da Bola de Ouro da France Football (8);
- Maior vencedor dos prêmio FIFA The Best (3);
- Maior vencedor da Chuteira de Ouro (6);
- Jogador com mais títulos na história do futebol (46).

## Estatísticas
Atualizadas até 21 de outubro de 2023.

### Clubes
| Clube       | Temporada | Campeonato Nacional | Campeonato Nacional |
| Clube       | Temporada | Partidas            | Gols                |
| ----------- | --------- | ------------------- | ------------------- |
| Barcelona C | 2003–04   | 10                  | 5                   |
| Barcelona B | 2003–04   | 5                   | 0                   |
| Barcelona B | 2004–05   | 17                  | 6                   |
| Total       | Total     | 22                  | 6                   |

| Equipe              | Temporada         | Campeonato nacional | Campeonato nacional | Campeonato nacional | Copa nacional | Copa nacional | Copa nacional | Liga dos Campeões da UEFA/ Competições Continentais | Liga dos Campeões da UEFA/ Competições Continentais | Liga dos Campeões da UEFA/ Competições Continentais | Supercopa nacional | Supercopa nacional | Supercopa nacional | Supercopa da UEFA | Supercopa da UEFA | Supercopa da UEFA | Mundial de Clubes | Mundial de Clubes | Mundial de Clubes | Total | Total | Total   |
| Equipe              | Temporada         | Jogos               | Gols                | Assist.             | Jogos         | Gols          | Assist.       | Jogos                                               | Gols                                                | Assist.                                             | Jogos              | Gols               | Assist.            | Jogos             | Gols              | Assist.           | Jogos             | Gols              | Assist.           | Jogos | Gols  | Assist. |
| ------------------- | ----------------- | ------------------- | ------------------- | ------------------- | ------------- | ------------- | ------------- | --------------------------------------------------- | --------------------------------------------------- | --------------------------------------------------- | ------------------ | ------------------ | ------------------ | ----------------- | ----------------- | ----------------- | ----------------- | ----------------- | ----------------- | ----- | ----- | ------- |
| Barcelona           | 2004–05           | 7                   | 1                   | 0                   | 1             | 0             | 0             | 1                                                   | 0                                                   | 0                                                   | —                  | —                  | —                  | —                 | —                 | —                 | —                 | —                 | —                 | 9     | 1     | 0       |
| Barcelona           | 2005–06           | 17                  | 6                   | 2                   | 2             | 1             | 0             | 6                                                   | 1                                                   | 2                                                   | —                  | —                  | —                  | —                 | —                 | —                 | —                 | —                 | —                 | 25    | 8     | 3       |
| Barcelona           | 2006–07           | 26                  | 14                  | 2                   | 2             | 2             | 1             | 5                                                   | 1                                                   | 0                                                   | 2                  | 0                  | 0                  | 1                 | 0                 | 0                 | —                 | —                 | —                 | 36    | 17    | 3       |
| Barcelona           | 2007–08           | 28                  | 10                  | 12                  | 3             | 0             | 0             | 9                                                   | 6                                                   | 2                                                   | —                  | —                  | —                  | —                 | —                 | —                 | —                 | —                 | —                 | 40    | 16    | 13      |
| Barcelona           | 2008–09           | 31                  | 23                  | 11                  | 8             | 6             | 1             | 12                                                  | 9                                                   | 5                                                   | —                  | —                  | —                  | —                 | —                 | —                 | —                 | —                 | —                 | 51    | 38    | 17      |
| Barcelona           | 2009–10           | 35                  | 34                  | 10                  | 3             | 1             | 0             | 11                                                  | 8                                                   | 0                                                   | 1                  | 2                  | 0                  | 1                 | 0                 | 1                 | 2                 | 2                 | 0                 | 53    | 47    | 11      |
| Barcelona           | 2010–11           | 33                  | 31                  | 18                  | 7             | 7             | 2             | 13                                                  | 12                                                  | 3                                                   | 2                  | 3                  | 0                  | —                 | —                 | —                 | —                 | —                 | —                 | 55    | 53    | 23      |
| Barcelona           | 2011–12           | 37                  | 50                  | 16                  | 7             | 3             | 6             | 11                                                  | 14                                                  | 7                                                   | 2                  | 3                  | 2                  | 1                 | 1                 | 1                 | 2                 | 2                 | 1                 | 60    | 73    | 29      |
| Barcelona           | 2012–13           | 32                  | 46                  | 12                  | 5             | 4             | 1             | 11                                                  | 8                                                   | 2                                                   | 2                  | 2                  | 0                  | —                 | —                 | —                 | —                 | —                 | —                 | 50    | 60    | 15      |
| Barcelona           | 2013–14           | 31                  | 28                  | 11                  | 6             | 5             | 3             | 7                                                   | 8                                                   | 0                                                   | 2                  | 0                  | 0                  | —                 | —                 | —                 | —                 | —                 | —                 | 46    | 41    | 14      |
| Barcelona           | 2014–15           | 38                  | 43                  | 18                  | 6             | 5             | 4             | 13                                                  | 10                                                  | 6                                                   | —                  | —                  | —                  | —                 | —                 | —                 | —                 | —                 | —                 | 57    | 58    | 27      |
| Barcelona           | 2015–16           | 33                  | 26                  | 16                  | 5             | 5             | 6             | 7                                                   | 6                                                   | 1                                                   | 2                  | 1                  | 0                  | 1                 | 2                 | 1                 | 1                 | 1                 | 0                 | 49    | 41    | 23      |
| Barcelona           | 2016–17           | 34                  | 37                  | 9                   | 7             | 5             | 5             | 9                                                   | 11                                                  | 2                                                   | 2                  | 1                  | 2                  | —                 | —                 | —                 | —                 | —                 | —                 | 52    | 54    | 16      |
| Barcelona           | 2017–18           | 36                  | 34                  | 12                  | 6             | 4             | 4             | 10                                                  | 6                                                   | 2                                                   | 2                  | 1                  | 0                  | —                 | —                 | —                 | —                 | —                 | —                 | 54    | 45    | 18      |
| Barcelona           | 2018–19           | 34                  | 36                  | 13                  | 5             | 3             | 3             | 10                                                  | 12                                                  | 3                                                   | 1                  | 0                  | 1                  | —                 | —                 | —                 | —                 | —                 | —                 | 50    | 51    | 19      |
| Barcelona           | 2019–20           | 33                  | 25                  | 21                  | 2             | 2             | 1             | 8                                                   | 3                                                   | 4                                                   | 1                  | 1                  | 0                  | —                 | —                 | —                 | —                 | —                 | —                 | 44    | 31    | 25      |
| Barcelona           | 2020–21           | 35                  | 30                  | 9                   | 5             | 3             | 1             | 6                                                   | 5                                                   | 2                                                   | 1                  | 0                  | 0                  | —                 | —                 | —                 | —                 | —                 | —                 | 47    | 38    | 12      |
| Barcelona           | Total             | 520                 | 474                 | 192                 | 80            | 56            | 33            | 149                                                 | 120                                                 | 36                                                  | 20                 | 14                 | 5                  | 4                 | 3                 | 2                 | 5                 | 5                 | 1                 | 778   | 672   | 268     |
| Paris Saint-Germain | 2021–22           | 26                  | 6                   | 15                  | 1             | 0             | 0             | 7                                                   | 5                                                   | 0                                                   | —                  | —                  | —                  | —                 | —                 | —                 | —                 | —                 | —                 | 34    | 11    | 15      |
| Paris Saint-Germain | 2022–23           | 32                  | 16                  | 16                  | 1             | 0             | 0             | 7                                                   | 4                                                   | 4                                                   | 1                  | 1                  | 0                  | —                 | —                 | —                 | —                 | —                 | —                 | 41    | 21    | 20      |
| Paris Saint-Germain | Total             | 58                  | 22                  | 31                  | 2             | 0             | 0             | 14                                                  | 9                                                   | 4                                                   | 1                  | 1                  | 0                  | —                 | —                 | —                 | —                 | —                 | —                 | 75    | 32    | 35      |
| Inter Miami         | 2023              | 6                   | 1                   | 2                   | 1             | 0             | 2             | 7                                                   | 10                                                  | 1                                                   | —                  | —                  | —                  | —                 | —                 | —                 | —                 | —                 | —                 | 14    | 11    | 5       |
| Inter Miami         | 2024              | 22                  | 21                  | 11                  | 0             | 0             | 0             | 3                                                   | 2                                                   | 2                                                   | —                  | —                  | —                  | —                 | —                 | —                 | —                 | —                 | —                 | 25    | 23    | 13      |
| Inter Miami         | Total             | 28                  | 22                  | 13                  | 1             | 0             | 2             | 9                                                   | 12                                                  | 3                                                   | —                  | —                  | —                  | —                 | —                 | —                 | —                 | —                 | —                 | 39    | 34    | 18      |
| Total na carreira   | Total na carreira | 606                 | 5158                | 236                 | 83            | 56            | 35            | 172                                                 | 141                                                 | 43                                                  | 21                 | 15                 | 5                  | 4                 | 3                 | 2                 | 5                 | 5                 | 1                 | 892   | 738   | 321     |

### Seleção
| Ano   |       |      |        |
| Ano   | Jogos | Gols | Assis. |
| ----- | ----- | ---- | ------ |
| 2004  | 2     | 3    | 2      |
| 2005  | 16    | 11   | 2      |
| Total | 18    | 14   | 4      |

| Ano   |       |      |        |
| Ano   | Jogos | Gols | Assis. |
| ----- | ----- | ---- | ------ |
| 2008  | 5     | 2    | 3      |
| Total | 5     | 2    | 3      |

| Ano   |       |      |        |
| Ano   | Jogos | Gols | Assis. |
| ----- | ----- | ---- | ------ |
| 2005  | 5     | 0    | 2      |
| 2006  | 7     | 2    | 2      |
| 2007  | 14    | 6    | 4      |
| 2008  | 8     | 2    | 3      |
| 2009  | 10    | 3    | 1      |
| 2010  | 10    | 2    | 2      |
| 2011  | 13    | 4    | 9      |
| 2012  | 9     | 12   | 1      |
| 2013  | 7     | 6    | 4      |
| 2014  | 14    | 8    | 2      |
| 2015  | 8     | 4    | 3      |
| 2016  | 11    | 8    | 6      |
| 2017  | 7     | 4    | 0      |
| 2018  | 5     | 4    | 3      |
| 2019  | 10    | 5    | 3      |
| 2020  | 4     | 1    | 0      |
| 2021  | 16    | 9    | 5      |
| 2022  | 14    | 18   | 3      |
| 2023  | 8     | 8    | 1      |
| 2024  | 11    | 6    | 4      |
| 2025  | 2     | 0    | 0      |
| Total | 193   | 112  | 58     |

Gols pela seleção

## Títulos
Barcelona
- La Liga: 2004–05, 2005–06, 2008–09, 2009–10, 2010–11, 2012–13, 2014–15, 2015–16, 2017–18 e 2018–19
- Supercopa da Espanha: 2005, 2006, 2009, 2010, 2011, 2013, 2016 e 2018
- Liga dos Campeões da UEFA: 2005–06, 2008–09, 2010–11 e 2014–15
- Copa do Rei: 2008–09, 2011–12, 2014–15, 2015–16, 2016–17, 2017–18 e 2020–21
- Supercopa da UEFA: 2009, 2011 e 2015
- Copa do Mundo de Clubes da FIFA: 2009, 2011 e 2015[559]

Paris Saint-Germain
- Ligue 1: 2021–22 e 2022–23
- Supercopa da França: 2022

Inter Miami
- Leagues Cup: 2023
- MLS Supporters' Shield: 2024

Argentina
- Copa do Mundo FIFA Sub-20: 2005
- Medalha de ouro nos Jogos Olímpicos: 2008
- Copa América: 2021 e 2024
- Copa dos Campeões CONMEBOL–UEFA: 2022
- Copa do Mundo FIFA: 2022

Individual
- Ballon d'Or: 2009, 2010, 2011, 2012, 2015, 2019, 2021 e 2023
- FIFA World Player of the Year/FIFA Ballon d'Or/The Best FIFA Football Awards: 2009, 2010, 2011, 2012, 2015, 2019, 2022 e 2023
- Chuteira de Ouro da Europa: 2009–10, 2011–12, 2012–13, 2016–17, 2017–18 e 2018–19
- FIFA World Cup Golden Ball: 2014 e 2022
- FIFA Club World Cup Golden Ball: 2009 e 2011
- FIFA Club World Cup Silver Ball: 2015
- Jogador do Ano da UEFA: 2010–11 e 2014–15
- Artilharia da UEFA Champions League: 2008–09, 2009–10, 2010–11, 2011–12, 2014–15 e 2018–19
- Copa América Melhor Jogador: 2015 e 2021
- Copa América Chuteira de Ouro: 2021
- Troféu Pichichi: 2009−10, 2011–12, 2012−13, 2016–17, 2017−18, 2018–19, 2019–20 e 2020–21
- Prêmio Laureus: 2020 e 2023
- Ballon d'Or Dream Team: 2020
- Prémio Landon Donovan MVP: 2024[560]